# Poignée (serrurerie)
Pour les articles homonymes, voir Poignée.

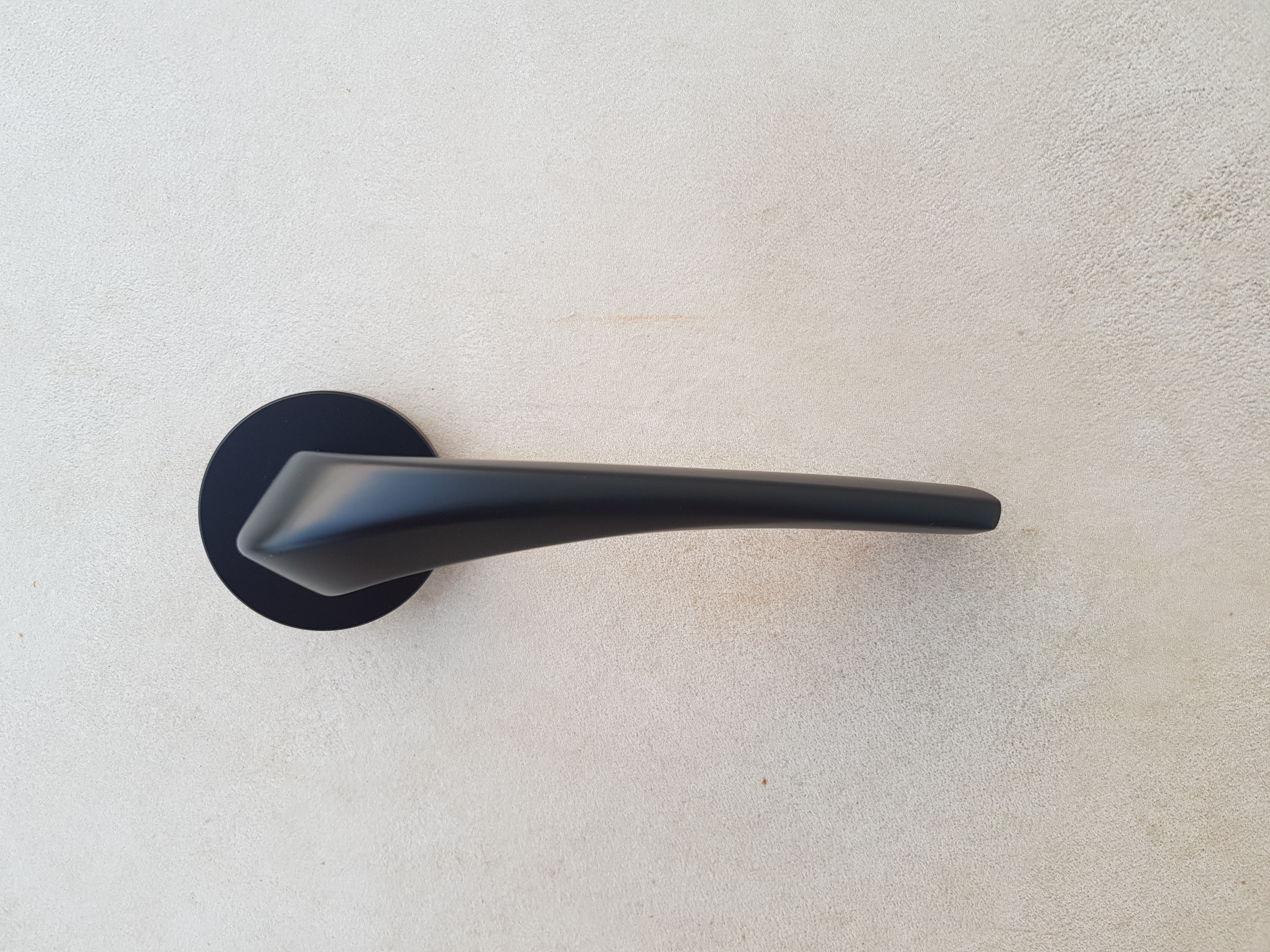
Une poignée béquille de porte fabriquée en zamak, sur une plaque ronde, couleur noire mat.

La poignée est en principe ce qui permet de prendre et de tenir à main, de saisir avec une ou deux mains refermées et ainsi de déplacer ou faire mouvoir un objet, outil, instrument ou équipement, auquel elle est associée.  Une poignée en huisserie, cas particulier de serrurerie domestique, désigne une pièce qui permet d'abord de saisir avec la main, parfois simplement posée, puis de pousser, tirer et/ou actionner un dispositif afin de fermer, ouvrir, coulisser, tirer à soi ou pousser une porte, une portière ou une fenêtre. 
La poignée associée à une serrure actionne généralement un système de fermeture constitué d'un pêne ou demi-tour (en principe au-dessus du pêne dormant) et d'une gâche. Dans la pratique, la poignée peut prendre de multiples formes, par exemple une forme sphérique ou ovoïde, dénommée bouton et être fabriquée en matériaux rigides variés.
Dans le Nord et le Nord-Est de la France, mais aussi en Belgique francophone et en Normandie, la magnifique clenche, désignant à l'origine une pièce du loquet souvent analogue à un levier et confondue avec la tige levier ou la barre d'ouverture/fermeture d'une huisserie, est synonyme de poignée de porte.

## Histoire des vocables et description de l'évolution technique
Attesté en 1370, dans les comptes de Valenciennes cités par le dictionnaire Godefroy, le mot d'ancien français puignee indique la « partie d'un objet par où on le saisit ». Cet objet peut être un outil manuel, saisi par une partie correspondant à un manche, un instrument ou un équipement avec lequel l'opérateur fait corps et pèse, telle une charrue, un panneau de fermeture ou de vitrail, une canne (partie parfois réduite à un pommeau fixé ou manipulable), une arme blanche, une porte, un verrou d'une serrure ancienne etc.
À la fin du XVIIIe siècle, le vocable technique des serruriers-forgerons comprend la poignée, à la fois partie d'un objet qui sert à le manœuvrer ou à le déplacer, et pièce sur laquelle on pose la main, par exemple pour tenir une arme blanche, pour fermer ou tirer à soi une porte ou une fenêtre, etc.. À cette époque, une poignée attaché à une porte ou un portail est fréquemment une sorte de heurtoir provoquant choc bruyant qui sert à annoncer la venue d'un visiteur, parfois d'un cavalier encore en selle. Mais il existe des poignées de tirage de portes, le plus souvent en bois, parfois lourdes comme celles des portes cochères, et aussi des poignées de verrous depuis l'époque moderne. La pièce qui meut le corps d'une espagnolette se nomme aussi poignée.
Avant l’invention du système actuel de poignée articulée, qui cache ou efface le mécanisme interne, un levier était manipulé, levé ou abaissé pour ouvrir la porte, d'où la confusion avec l'ancien terme clenche. L'usage de la clef permet radicalement d'ouvrir ou de condamner l'ouverture. Mais comment maintenir la porte close ou l'assujettir dans sa feuillure sans la condamner ? Un loquet, manœuvré par un poucier et une clenche, permet d'y parvenir : il s'agit d'un levier mobile autour d'un axe et dont l'extrémité est prise dans une gâche à mentonnet. Un anneau accessible de l'extérieur permet le soulèvement de ce levier sur une bascule, ce qui ouvre l'huis. Un verrou peut être aussi engagé dans une gâche à l'aide d'une poignée qui détermine son glissement. Et il peut être dégagé par un mouvement inverse. La clenche ou le verrou, qu'ils soient combinés ou non avec la serrure, ont apporté longtemps des solutions aux modes d'ouverture ou de fermeture des portes.
La clenche ou clenchette reste une pièce principale du loquet d'une porte : logée, entrée ou reçue dans le mentonnet, elle tient la porte fermée ou bloque les diverses huisseries. Le fait d'enlever ou soulever la clenche, ce qui permet d'ouvrir une porte, mais aussi la dénomination d'une pièce analogue d'un métier à tisser commandant sa mise en marche et son arrêt, explique le premier sens technique des verbes déclencher et « enclencher ».
La clenche peut correspondre à une barre de fer avec un pivot qui se bloque dans un « U » métallique. Ce système oscillant se trouve d’ailleurs encore sur certaines anciennes portes. Partie d'une ancienne serrure, la clenche est une barre de métal qui pivote autour d'un axe située à son extrémité, l'autre bout dépassant de la porte se bloque dans le mentonnet. On soulève la clenche grâce au poucier (cf. wiktionnaire).

### Aspect linguistique et autres régionalismes
Dans certaines régions de France et de Belgique, le mot « clenche », issu de l'ancien francique klinka et attesté en ancien français au XIIIe siècle est utilisé, au sens déviant de poignée de porte, en souvenir de l'ancien système de fermeture de porte (encore utilisé actuellement sur certaines vieilles portes). Si le verbe d'ancien français aclencier signifiait bien "fermer à la clenche", le mot qui a fini par désigner une poignée est considéré comme un belgicisme. La clenche est une barre de métal, ayant à une extrémité un point de rotation fixé dans la porte, l'autre extrémité dépasse de la porte et vient se bloquer dans le mentonnet. La clenche se manœuvre par l’intermédiaire du poucier.
En Belgique et dans le nord de la France, les variantes dialectales issues du picard ou wallon, « clinche » ou « cliche » sont fréquemment utilisées pour désigner une poignée de porte ou une poignée d'un dispositif de fermeture. En Normandie, la forme clenque et ses variantes se retrouvent dans le nord-ouest du Calvados et dans le nord de la Manche.
La clenche désigne au Québec une partie du loquet, petit levier faisant bascule et notamment le poucier. Le verbe clencher est usité au Canada francophone, sous deux formes, une transitive ("clencher la porte") et l'autre intransitive ("clencher à la porte", ou agiter la clenche de la porte pour avertir de sa présence).

## Types de poignées

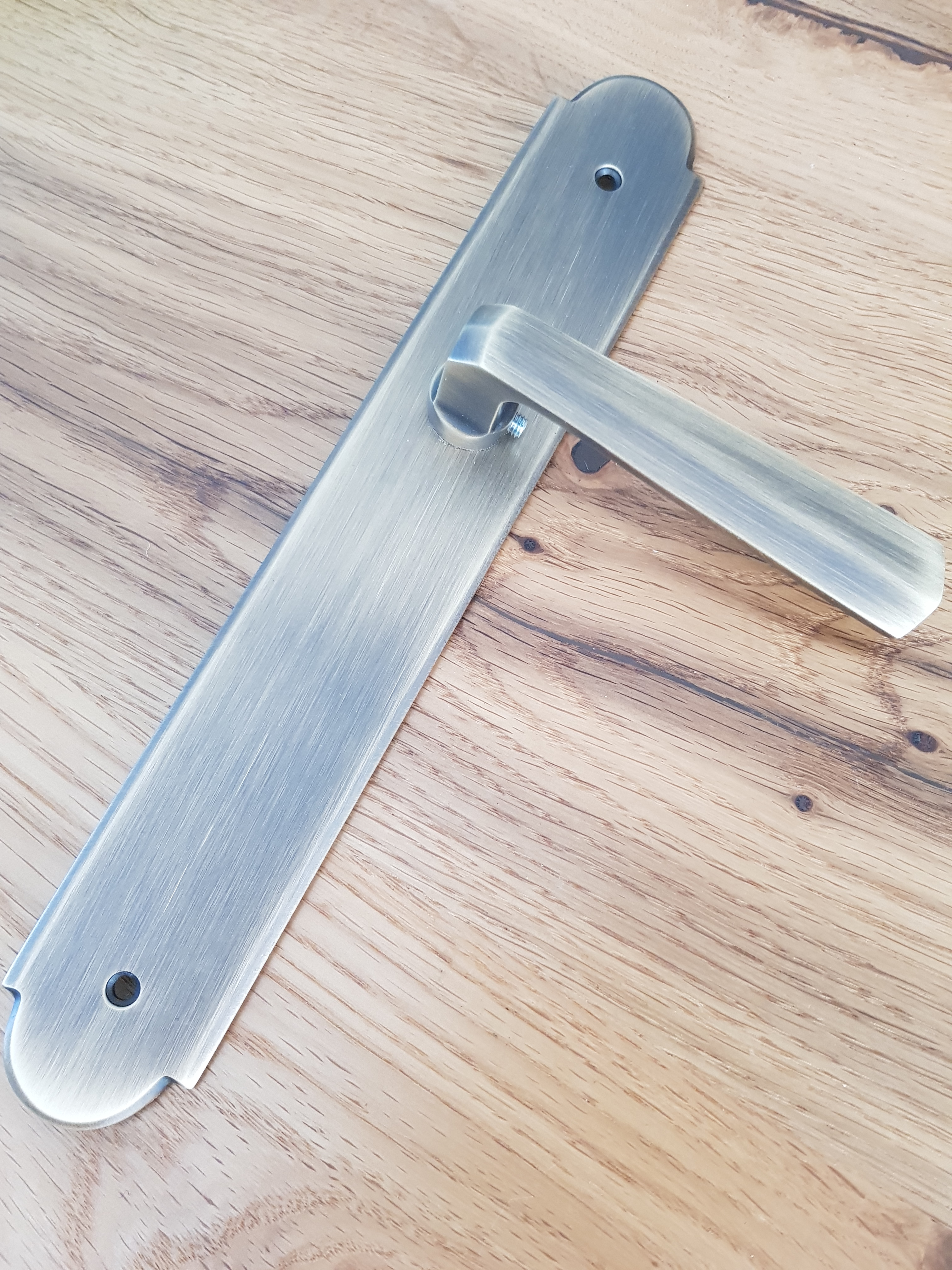
Poignée béquille de porte en laiton sur une plaque longitudinale (plaque de propreté longue).

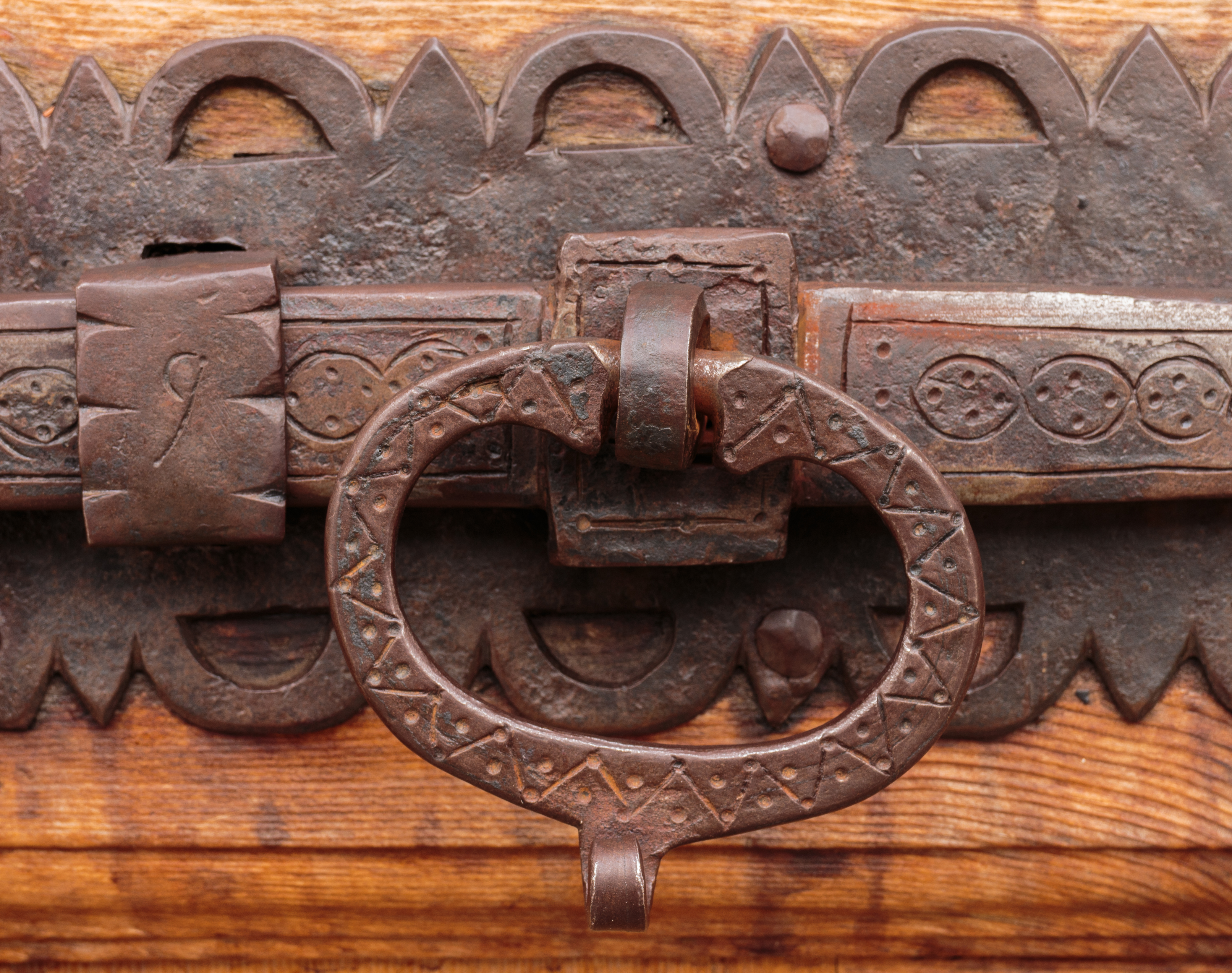
Poignée de porte à l'église réformée de Sent en Suisse.

Il existe diverses types de poignées, qui portent différents noms :
- La poignée béquille[10] - la poignée béquille est le modèle le plus répandu dans nos intérieurs. De forme allongée, la béquille (ou manche) positionnée à l'horizontale, permet l’ouverture et la fermeture de la porte par pression de la main de haut en bas. Les poignées béquille se différencient selon leur mode de fixation sur la porte:
  - La poignée de porte béquille sur plaque longitudinale (plaque de propreté longue) - la plaque rectangulaire, aussi appelée plaque de propreté, sert à fixer la poignée sur la porte. Elle mesure environ 25 cm de long et 4 cm de large. Elle est maintenue sur la porte par deux vis situées en haut et en bas de la plaque. Certains modèles intègrent la serrure avec clé ou un verrou de condamnation.
  - La poignée béquille sur rosace - le montage de la poignée sur la porte s’effectue via un adaptateur de montage aux dimensions plus discrètes que la plaque longitudinale qui sert de socle au mécanisme. La rosace peut être ronde, ovale mais également carrée ou rectangulaire. Les deux vis de fixation sont vissées de part et d’autre de la béquille et souvent couvertes par la rosace qui vient se clipser au-dessus pour un rendu esthétique.

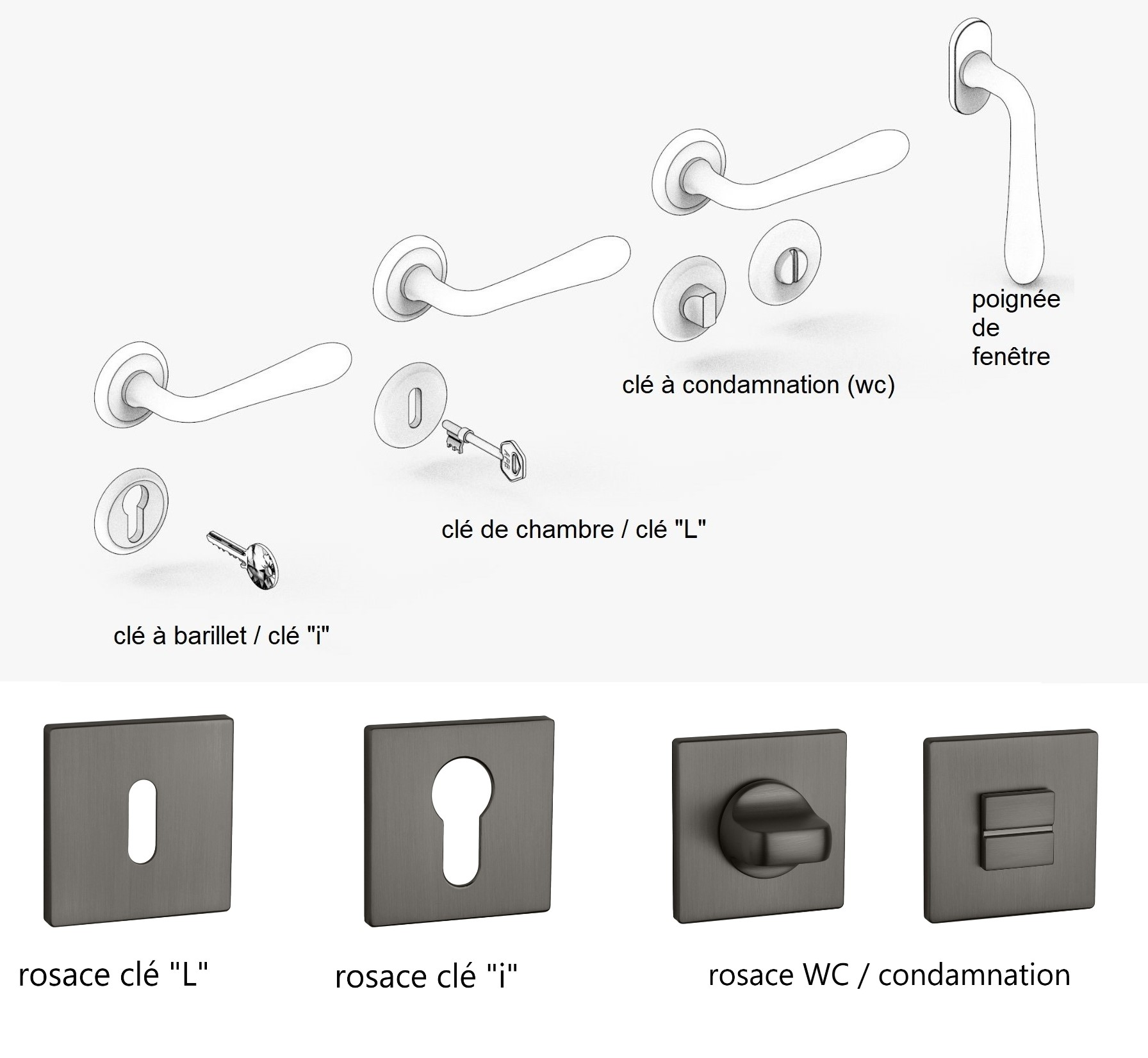
La différence entre les rosaces de porte - rosace à clé de chambre, clé à barillet et condamnation.

La poignée est souvent complétée d’une seconde rosace qui fait office d'un cache du trou de la serrure.
- - La poignée béquille sur plaque cachée - La plaque de fixation est conçue de manière à faire partie intégrante de la poignée. Elle devient impossible à dissocier de la poignée.
  - La poignée béquille sans plaque - La béquille est directement fixée par la tige centrale sur la porte. Il existe des poignées avec un roulement à billes qui sert à protéger le bois de la porte afin qu'il ne se raye pas après avoir actionné la poignée.
- La poignée encastrée pour porte coulissante - Ce type de poignée porte plusieurs noms : poignée encastrée, encastrable, escamotable ou encore poignée cuvette. La particularité de cette poignée est qu’elle ne dépasse pas de la surface de la porte de manière à ne pas entraver l’ouverture et la fermeture de la porte coulissante.
- Le bouton de porte - L’ouverture de la porte s’effectue en tournant le bouton de porte sur le côté. Traditionnellement de forme arrondie, le bouton de porte est parfois appelé poignée ronde. Cependant, la quincaillerie décorative propose des boutons de porte de toutes les formes : ovale, carrée ou rectangulaire. Les poignées rondes tubulaires proposent la serrure intégrée.

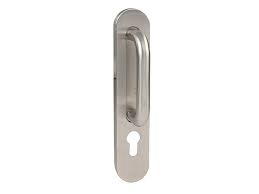
Poignée de tirage avec serrure à barillet.

- La poignée de tirage - La poignée de tirage aussi appelée bâton de maréchal sert à tirer la porte pour l’ouvrir. De forme allongée, cette poignée est fixée par les deux extrémités sur la porte. Ce type de poignée est souvent choisi pour une porte d’entrée de bâtiments ou de locaux commerciaux.
- Poignées anciennes[11] :
  - Poignée pleine ou ordinaire pour espagnolette, de première, deuxième et troisième force, selon sa longueur.
  - Poignée évidée pour espagnolette : on la désigne d'après la forme des ornements, par feuille de persil, queue de cochon, à la grecque, pour ces poignées.
  - Poignée à pointe molle : poignée dont les deux branches se rivent sur le bois, et qui sert à tirer une porte à soi.
  - Poignée à pale : poignée propre au même usage, mais elle est arrêtée avec deux vis passant dans les deux pattes.
  - Poignée à lacet : poignée qui sert ou à lever des volets de fermeture ou à les mettre en place
  - Poignée avec ou sans talon : elles sont montées sur des lacets à vis ou à pointe
  - Poignée à tourillon : elles sont montées sur une platine avec des lacets roulés ou de forme olive.
  - Bec-de-cane : poignée en forme de bec-de-cane[12]

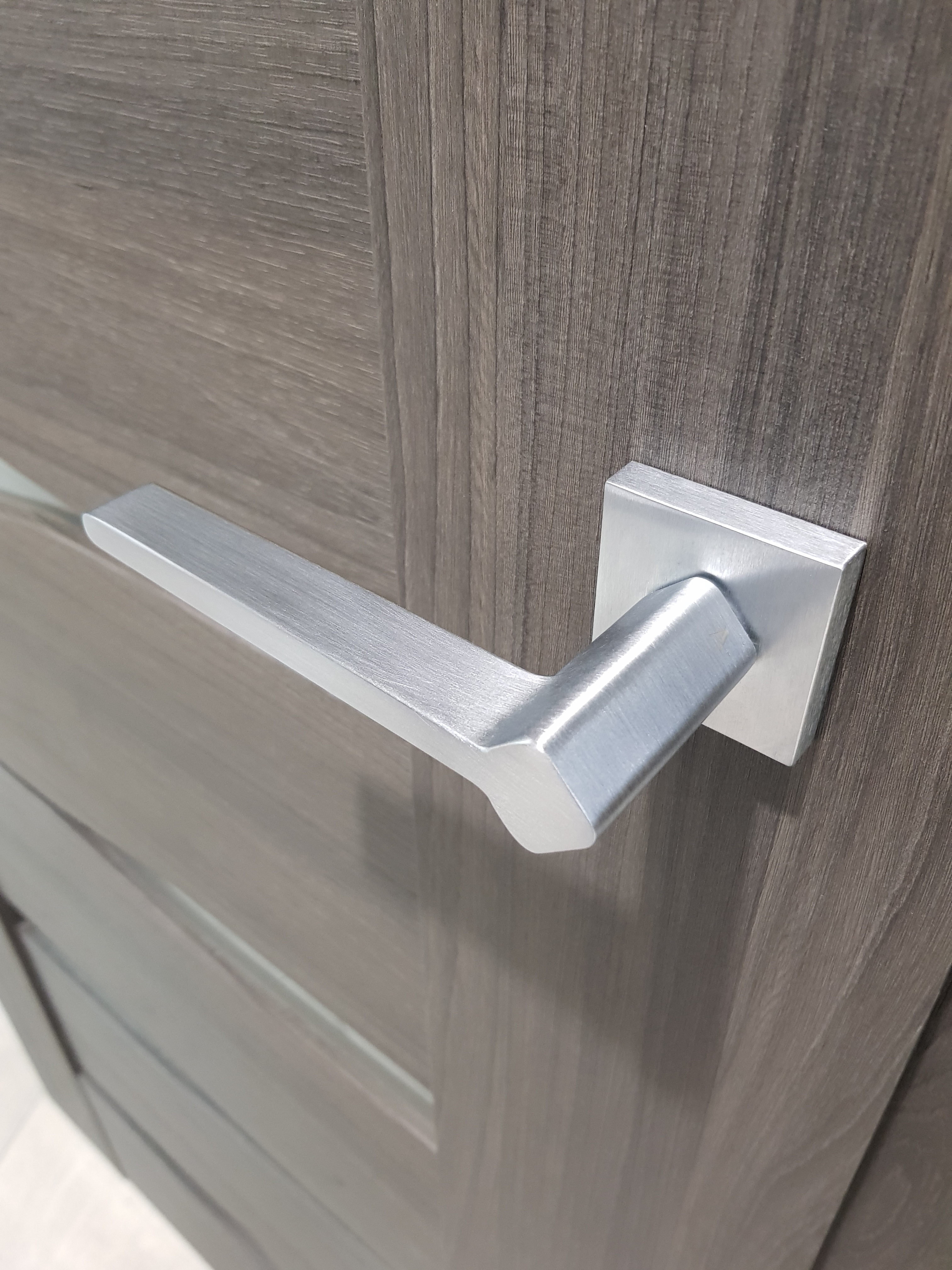
Poignée béquille de porte sur une plaque carrée de couleur chrome brossé.

## La réglementation en matière de poignées de porte dans les lieux publics
La poignée de porte intervient dans l’accessibilité des pièces de la maison et des lieux publics.

### La réglementation sur le type de poignées de porte
Extrait de l’Arrêté du 20 avril 2017 relatif à l’accessibilité des personnes handicapées dans l'espace public.
Les poignées de porte sont facilement préhensibles et manœuvrables en position "debout" comme "assis", ainsi que par une personne ayant des difficultés à saisir et à faire un geste de rotation du poignet.
L'extrémité des poignées des portes, à l'exception de celles ouvrant uniquement sur un escalier, et à l'exception des portes des sanitaires, cabines et espaces à usage individuel non adaptés, est située à plus de 0,40 m d'un angle rentrant de parois ou de tout autre obstacle à l'approche d'un fauteuil roulant.”
L'Arrêté du 08/12/14 fixe les normes officielles pour l’usage des poignées de porte dans les lieux ouverts au public.
Dans les espaces publics, les poignées béquille qui fonctionnent par pression vers le bas sont considérées plus faciles à manipuler que les boutons de porte.

### La réglementation sur la hauteur des poignées de porte
L’article 23 de l’Arrêté du 1er août 2006 précise la hauteur des poignées dans les habitations et maisons individuelles.
La poignée doit être fixée entre 0,90 m et 1,30 m du sol.

### La réglementation sur la pression à exercer
L’effort nécessaire pour ouvrir une porte est calculé au niveau de la poignée. La norme recommande une pression de 50 N maximum soit moins de 5 kg. Cette norme s’applique également aux locaux des professions libérales.

## Les matériaux utilisés pour fabriquer les poignées de porte intérieures
Une poignée de porte doit être suffisamment solide pour résister à de multiples manipulations quotidiennes.

### Les qualités des matériaux recherchées pour une poignée de porte

#### Solidité
Les fabricants choisissent des matériaux qui garantissent la résistance nécessaire à un usage intensif.

#### Malléabilité
La résistance doit se combiner au design. Les poignées de porte deviennent des accessoires décoratifs aux formes et aux finitions complexes. Les matériaux doivent être suffisamment malléables pour concevoir des modèles originaux.

#### Hygiène et entretien
Les poignées doivent être faciles à entretenir et ne pas retenir les traces de doigts après chaque utilisation.
Pour limiter la transmission de maladies infectieuses notamment la Covid-19, il est recommandé de désinfecter les poignées de porte régulièrement.

### Les matériaux des poignées de porte
Parmi les matériaux les plus utilisés pour fabriquer des poignées de porte, citons :
- aluminium, métal malléable résistant à la corrosion
- acier inoxydable , aussi appelé inox, acier particulièrement hygiénique car insensible à la corrosion
- bois
- bronze, alliage de cuivre et étain, très prisé en architecture et décoration

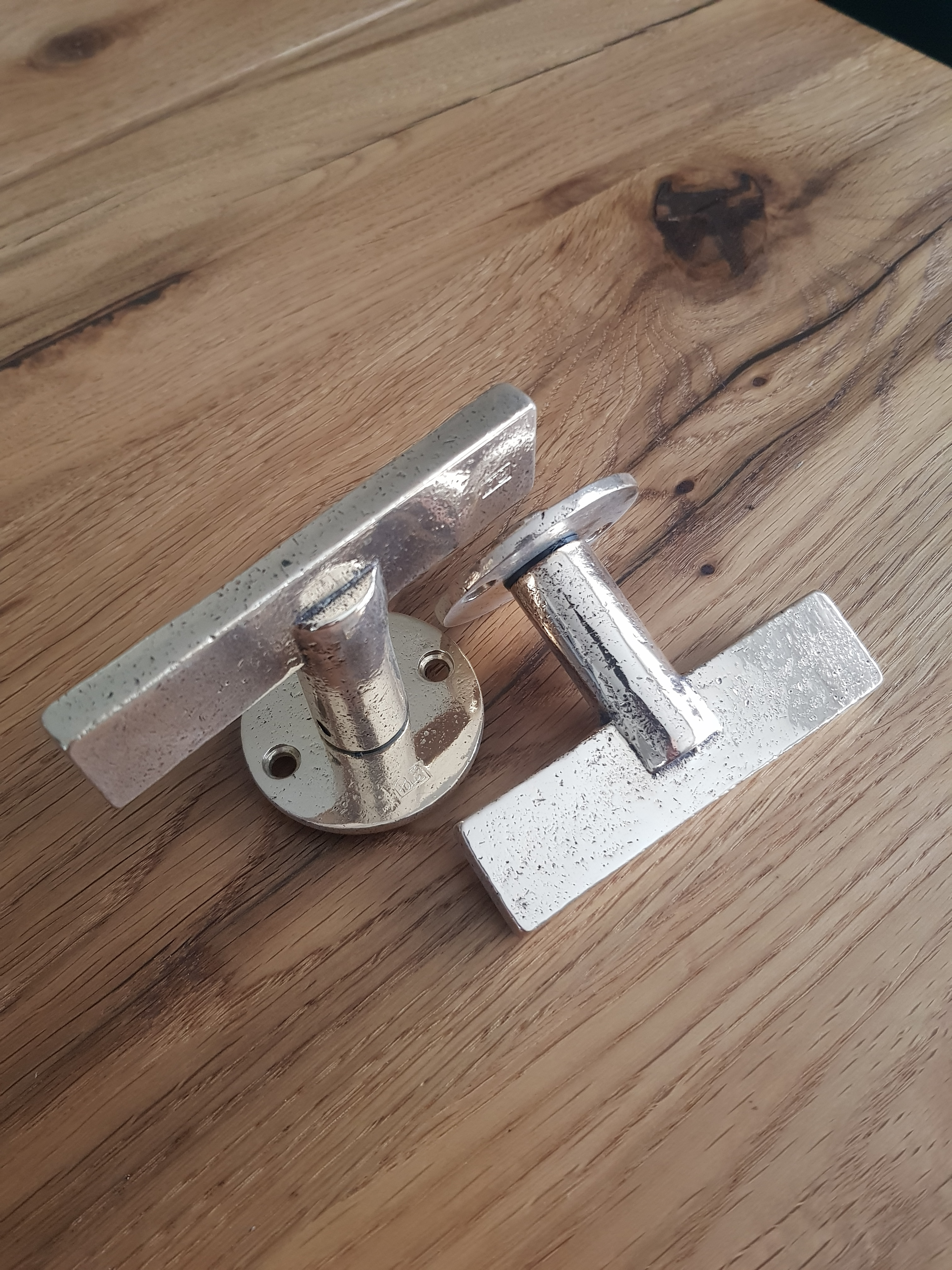
Poignées de porte en bronze véritable, couleur bronze blanc

- fer, métal souvent utilisé pour les poignées de porte extérieures
- laiton, alliage jaune composé de principalement de cuivre et de zinc

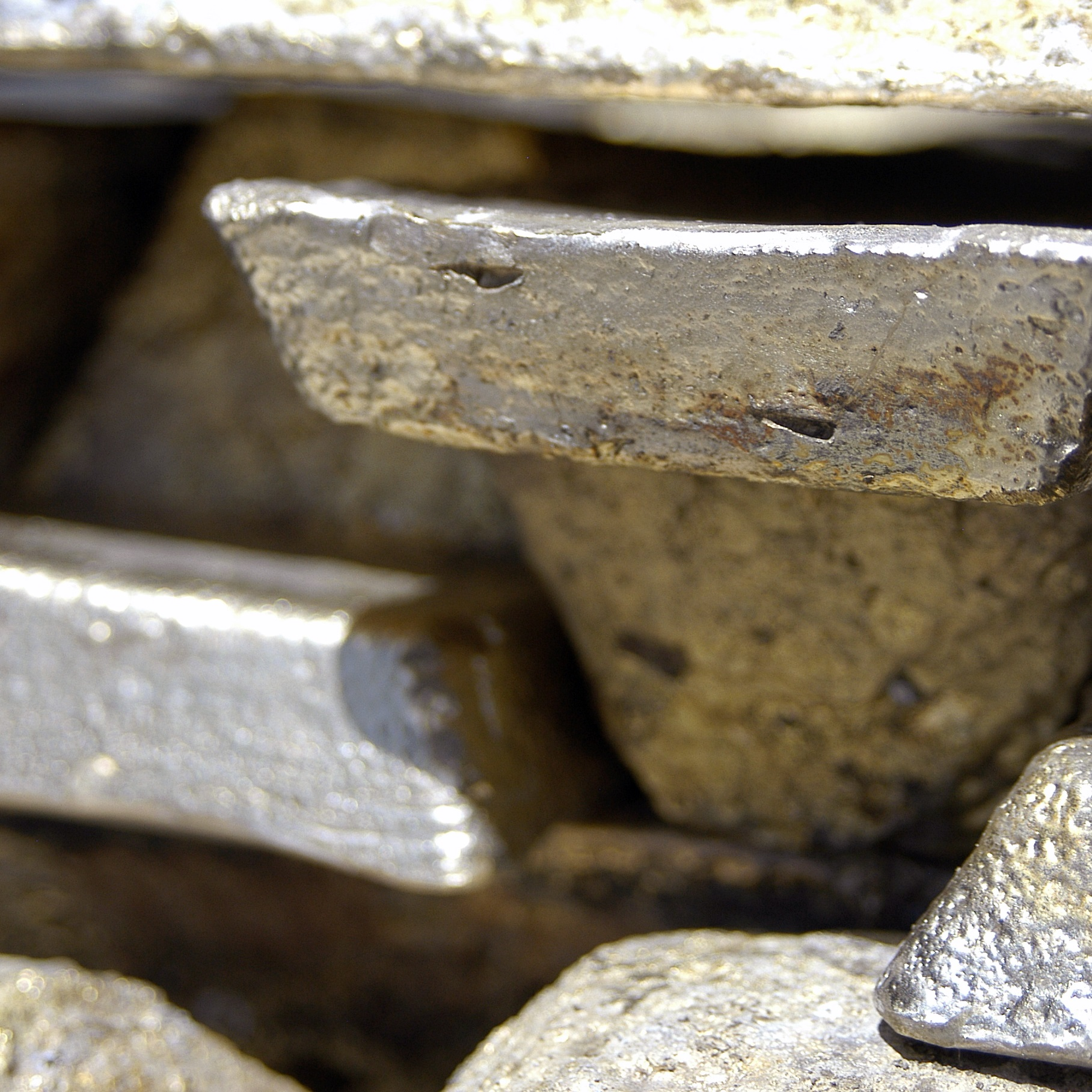
Des lingots de laiton brut

- porcelaine, céramique fine de certains boutons de porte
- verre
- zamak, alliage zinc, aluminium, magnésium et cuivre, matériau recyclable à l’infini.
- ciment (matière plébiscitée par les designers et décorateurs d’intérieur)

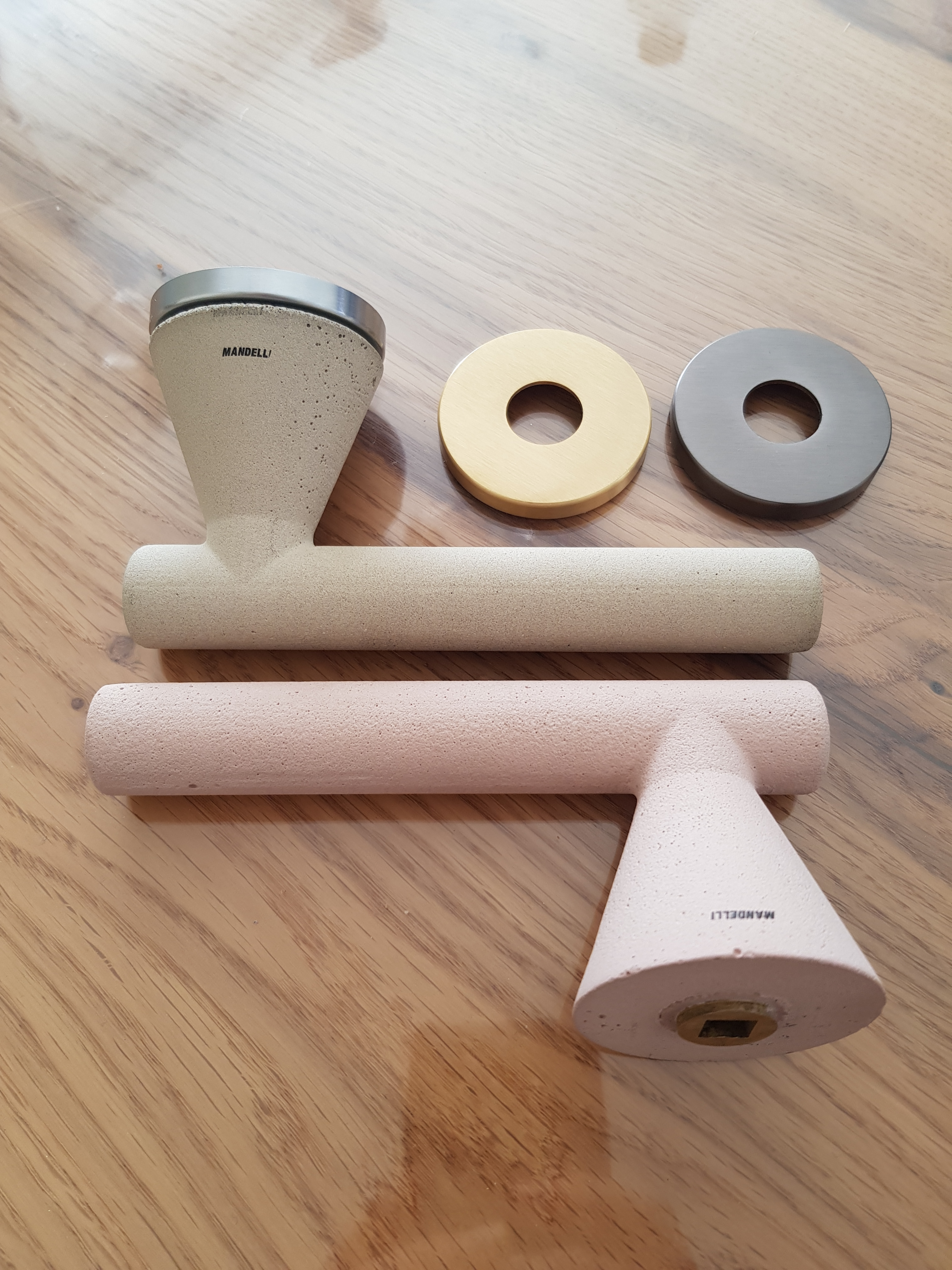
Poignées de porte fabriquées en ciment, sur une plaque ronde et les buses en laiton personnalisables

## Description
En position normale, le pêne, qui est relié à la poignée, est bloqué par la gâche et maintient ainsi la porte fermée. Lorsque l'on tourne la poignée, le pêne sort de la gâche et on peut ouvrir la porte. Lorsqu'on lâche la poignée, un ressort la ramène dans la position de fermeture. Cependant le pêne ne revient dans la gâche que si la porte est fermée. Pour cette raison, le pêne est biseauté, ce qui permet qu'il reprenne sa place automatiquement si la porte est poussée (ou claquée) sans tourner la poignée.

## Poignée de portière
La portière d'une voiture ou d'un autre véhicule est souvent munie d'une poignée. Celle-ci est dotée de deux fonctions: ouverture et fermeture de la portière. Fermeture a clé, soit avec une clé, soit avec un dispositif sans clé.
Réglementation des poignées de portière

« Chaque porte doit être équipée d'au moins un dispositif de verrouillage qui, lorsqu'il est en position fermée, bloque la poignée extérieure ou toute autre commande extérieure d'ouverture, et qui dispose d'un moyen de manœuvre et d'un dispositif d'engagement/désengagement situé à l'intérieur du véhicule. »

— Règlement n 11 de la Commission économique pour l'Europe des Nations unies (CEE-ONU) — Prescriptions uniformes relatives à l'homologation des véhicules en ce qui concerne les
serrures et organes de fixation des portes [2019/1354]

## Galerie

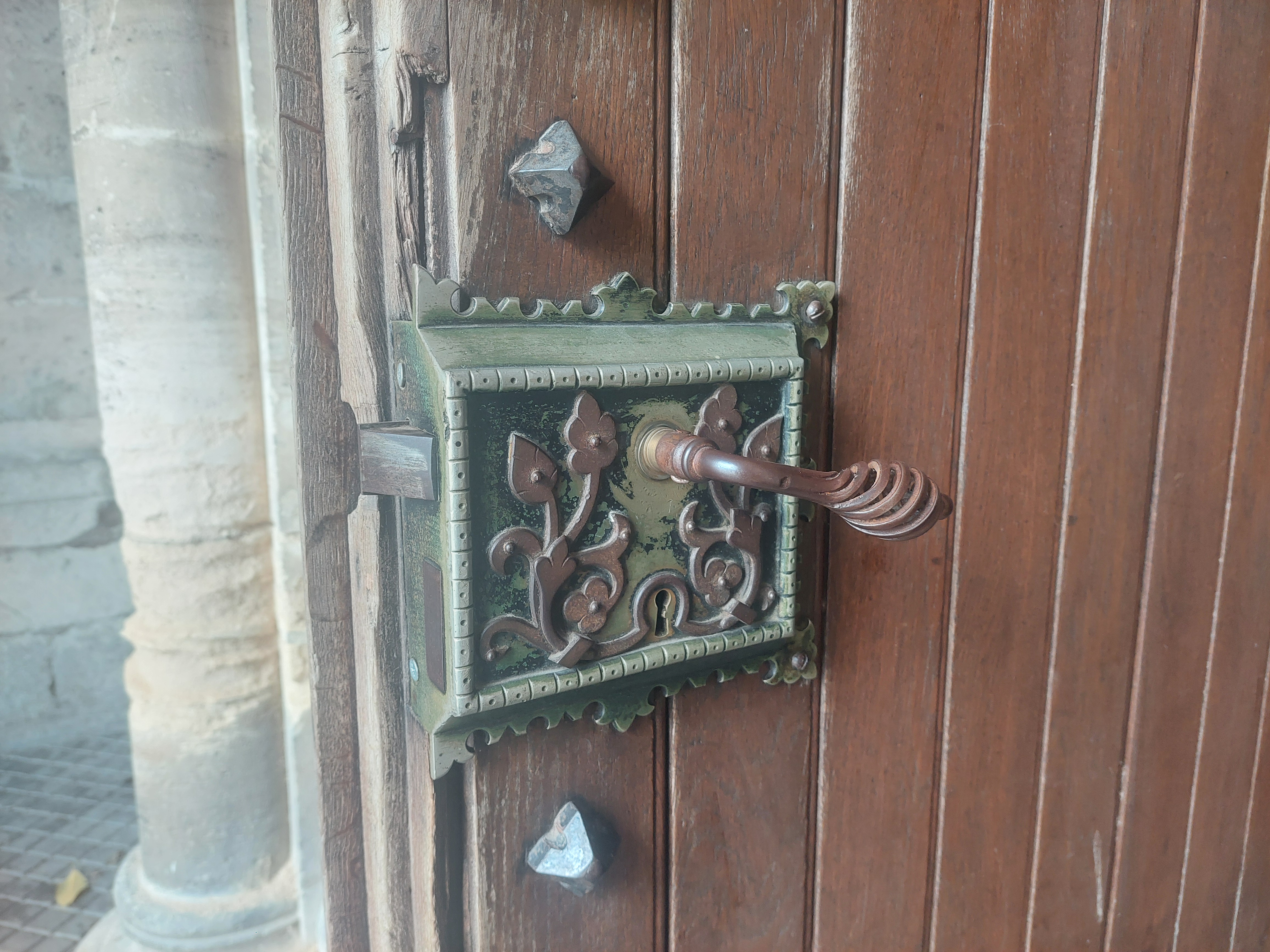
Poignée en fer forgé sur un serrure en bronze ouvragé, église Notre Dame des Vertus, Ligny-en-Barrois, Meuse, France.
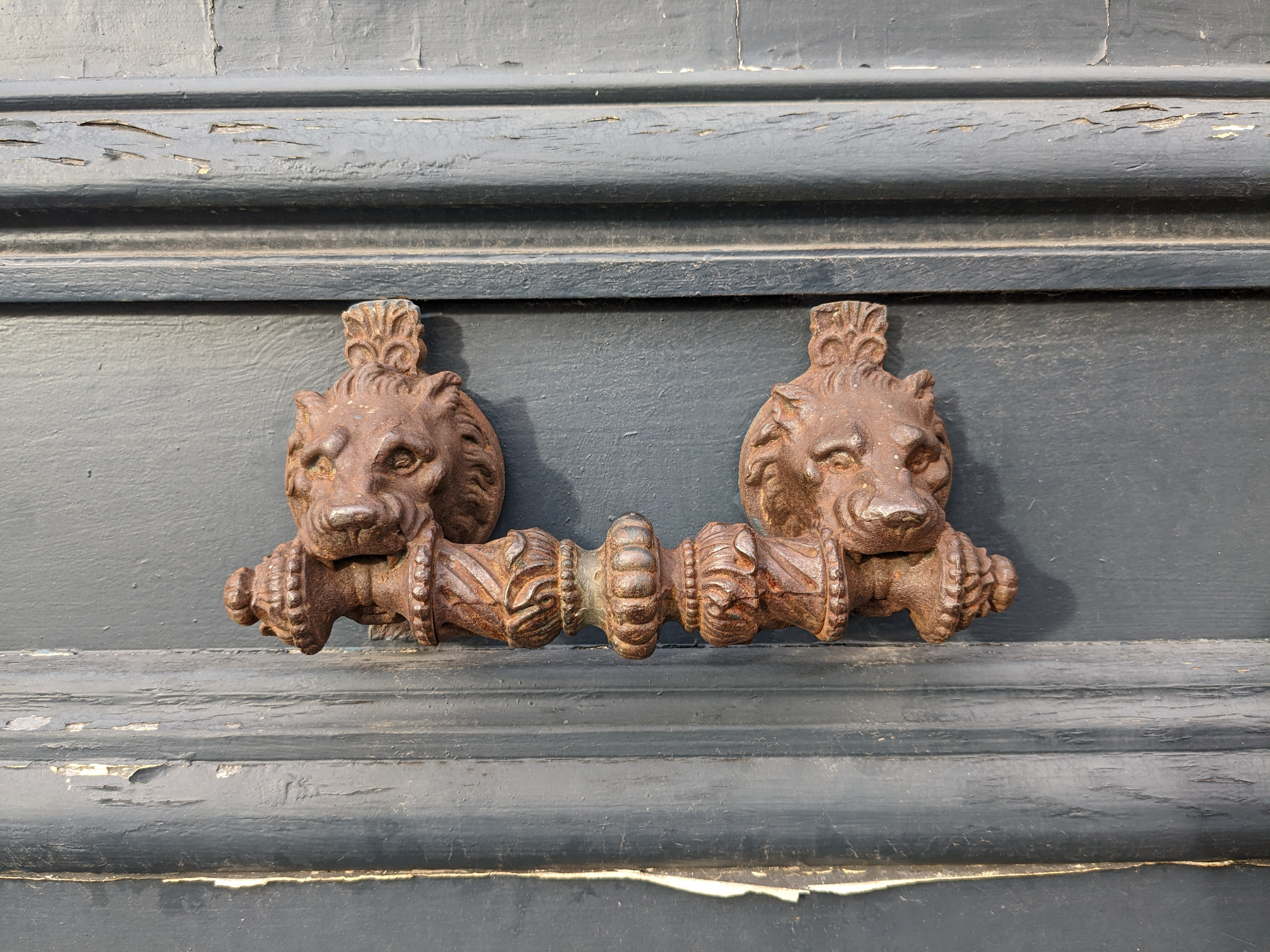
Poignée de porte ornementale à deux têtes de chien, à tirage horizontal, à Versailles.
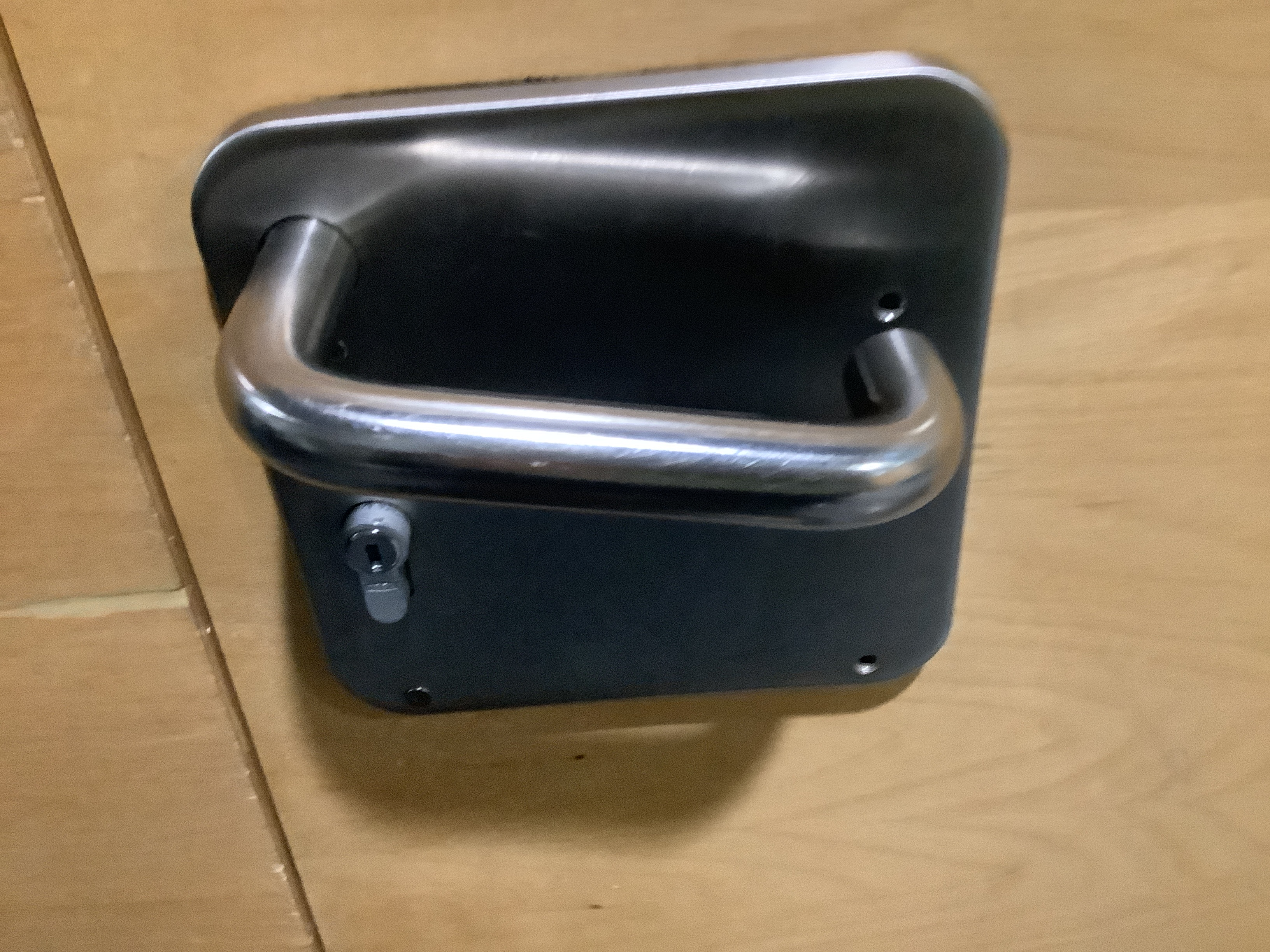
Poignée de porte à tirage.
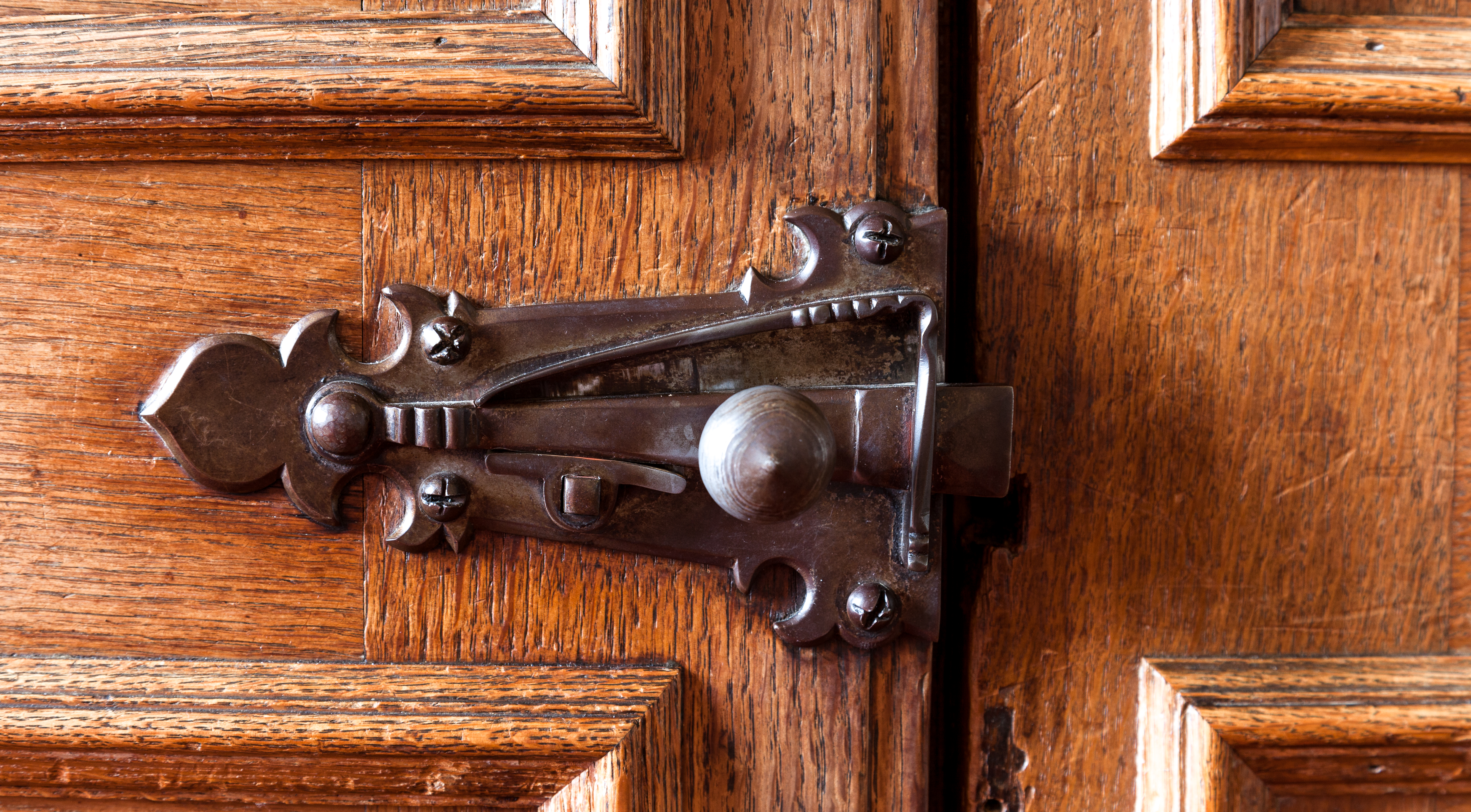
Loquet de porte à Madingley Hall, Cambridgeshire.
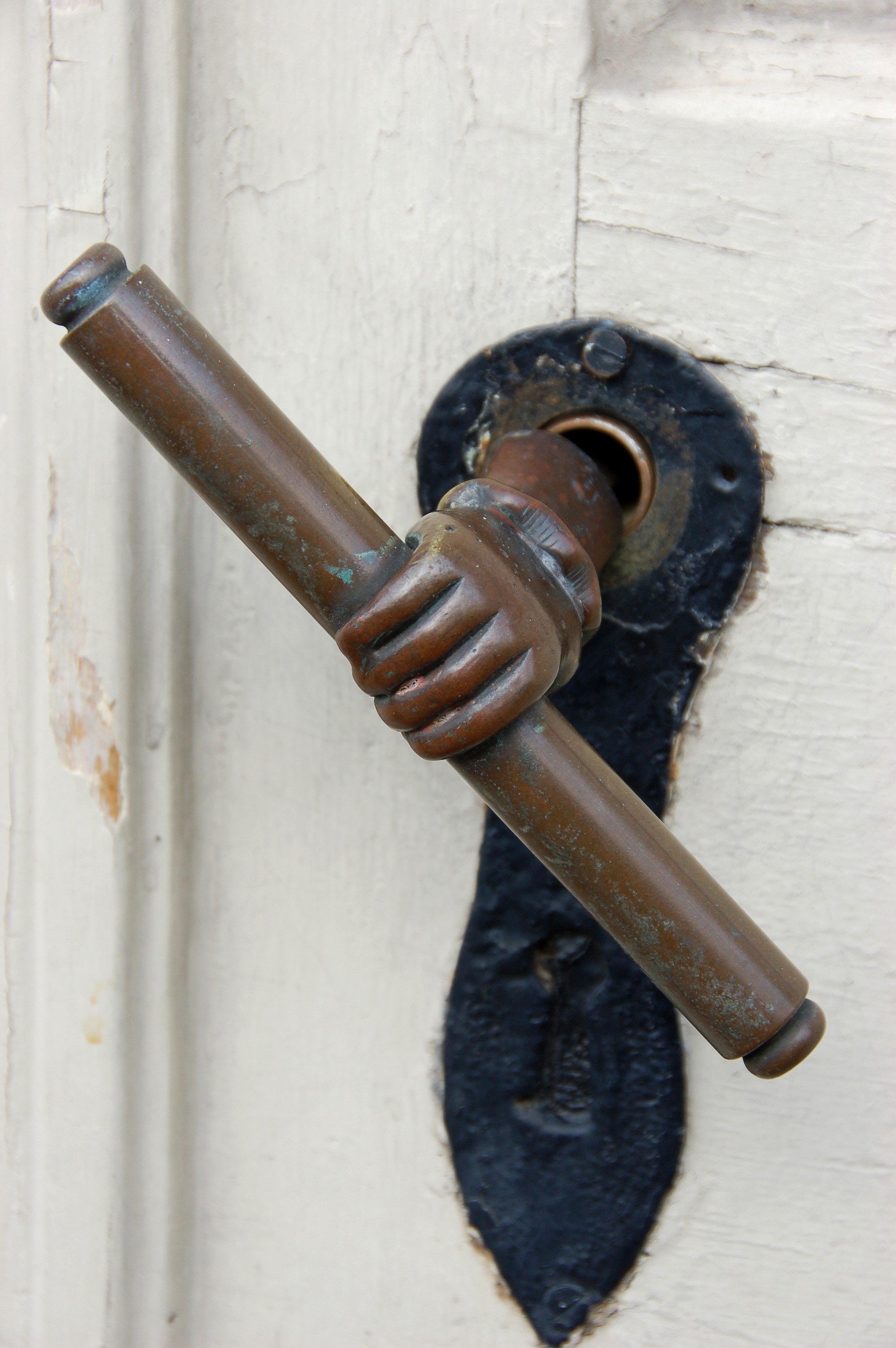
Poignée de porte ornée d'une main tenant un battant de maréchal sur une église morave à Bethlehem, Pennsylvanie.
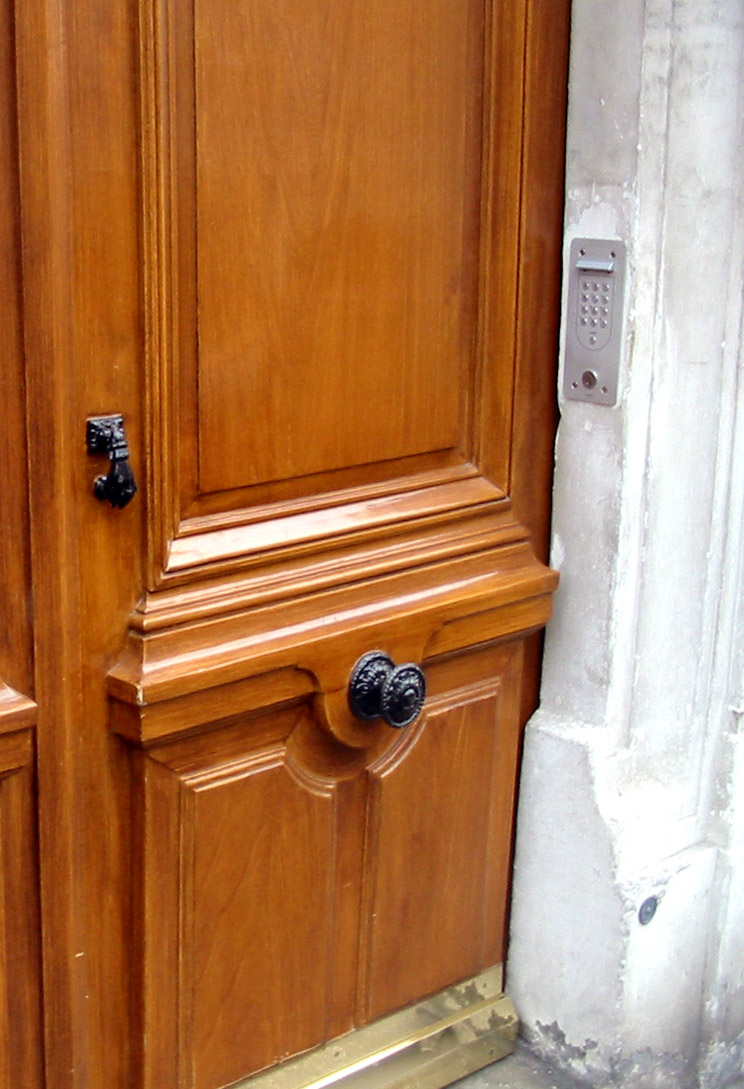
Un bouton de porte ornemental au centre d'une porte cochère à Paris.
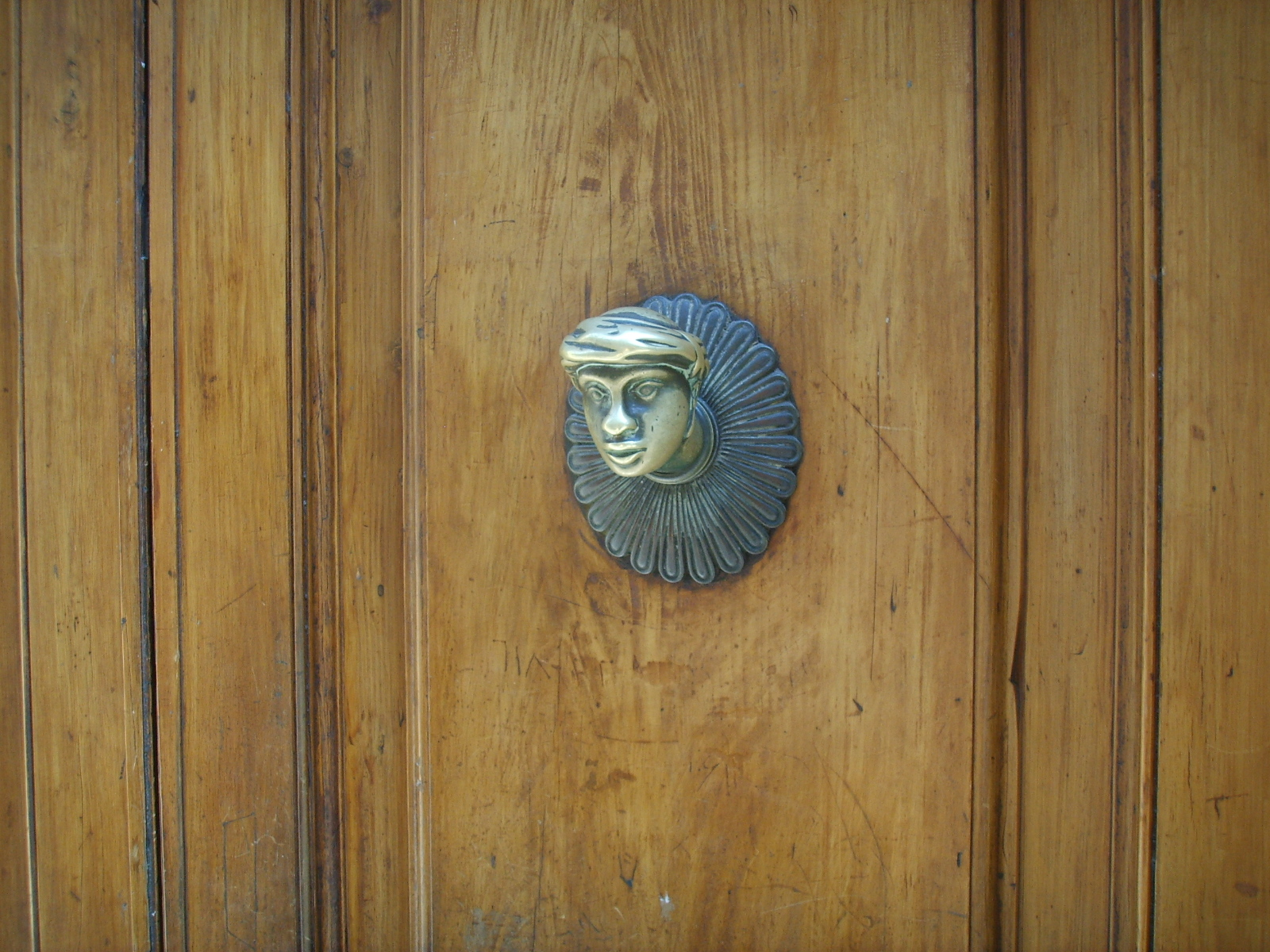
Poignée de porte en forme de tête, Florence.
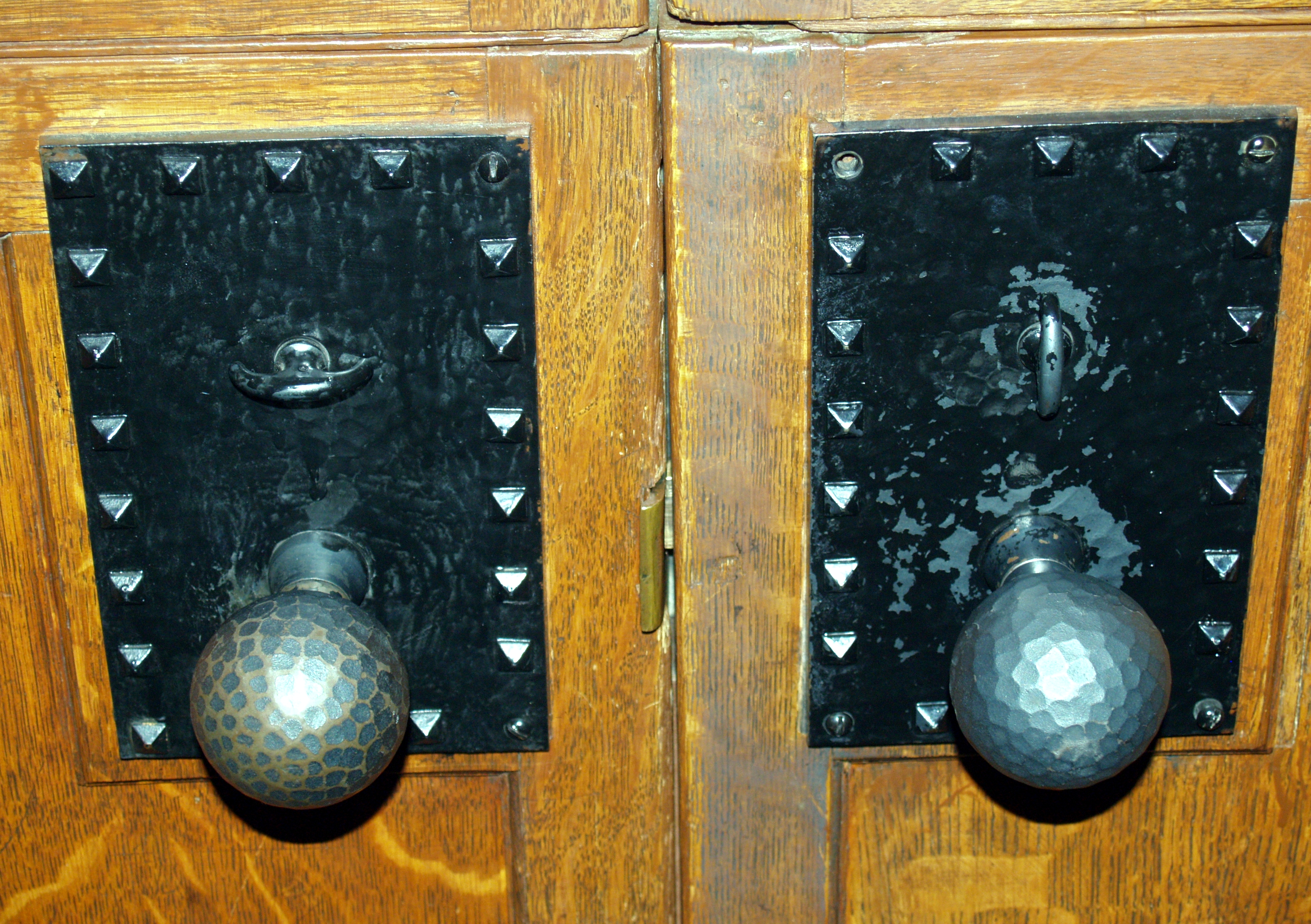
Boutons de porte au château de Glen Eyrie (en) à Colorado Springs.
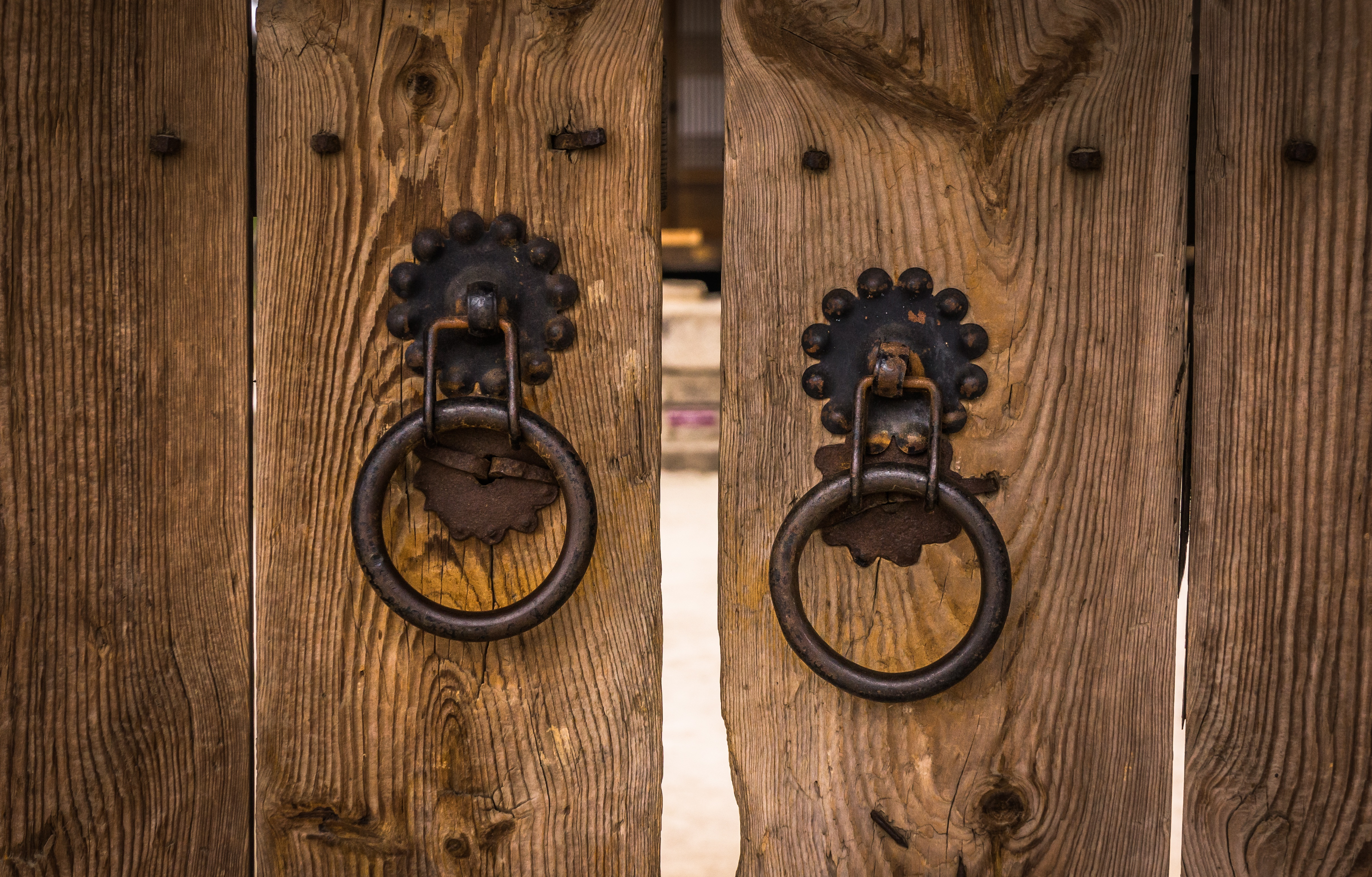
Poignées de porte traditionnelles en Corée.
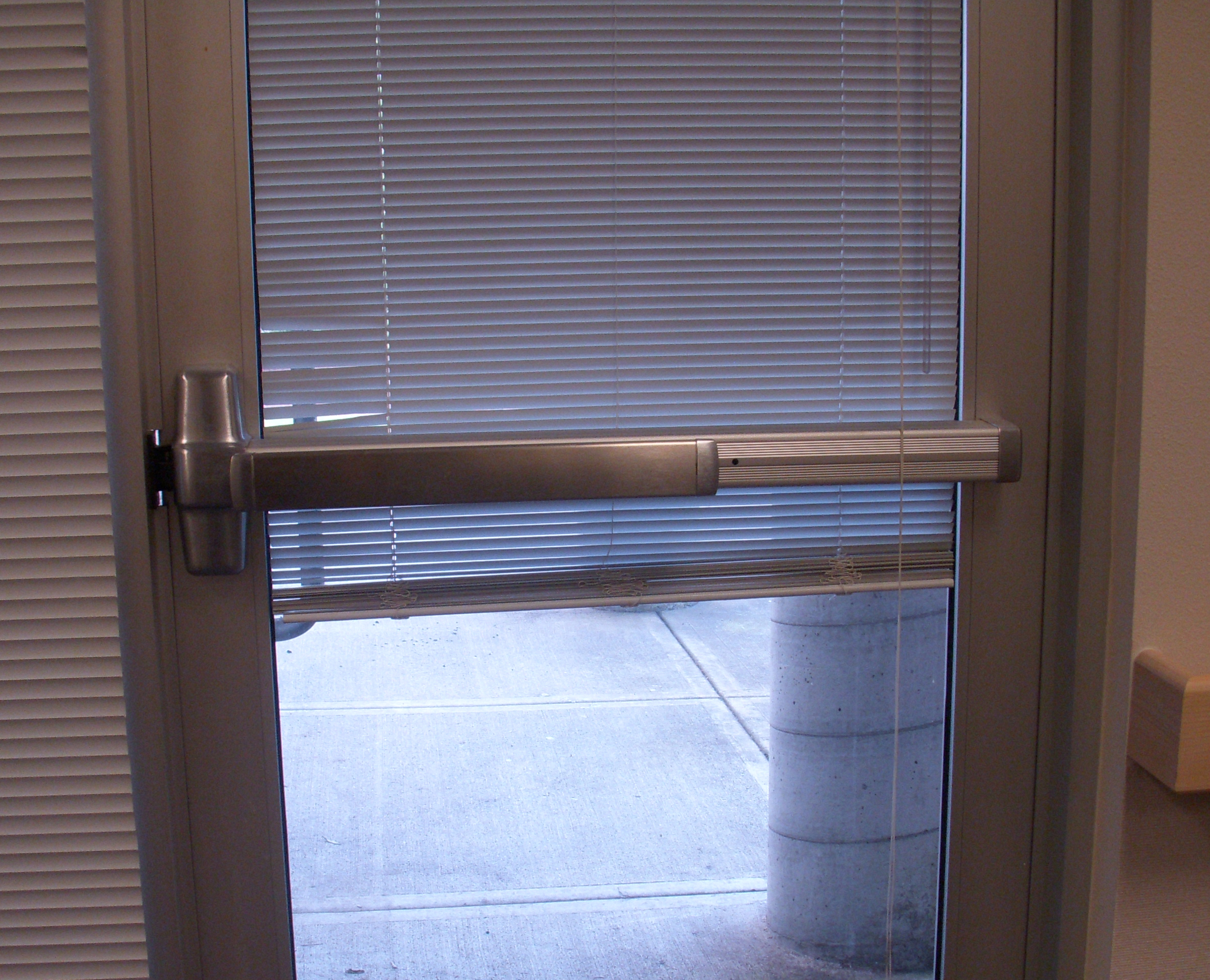
Barre anti-panique, poignée de secours installée sur une porte extérieure en verre.
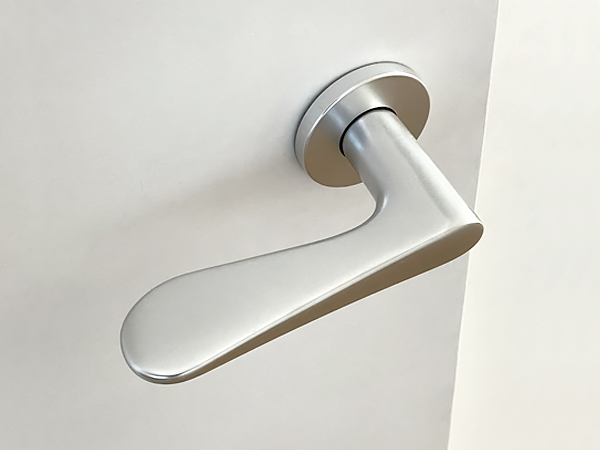
Poignée de porte à levier.
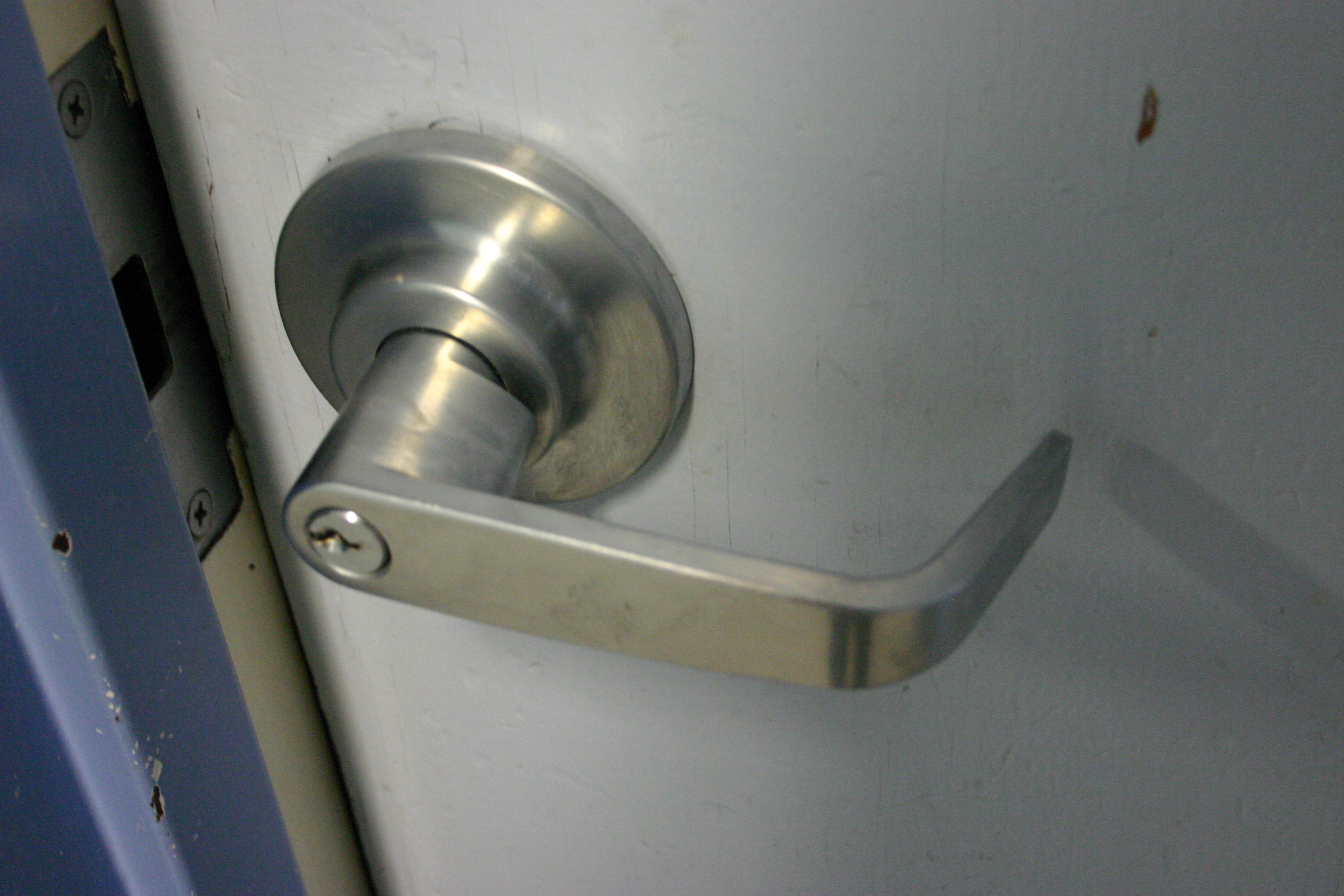
Poignée de porte à levier pour usage commercial.
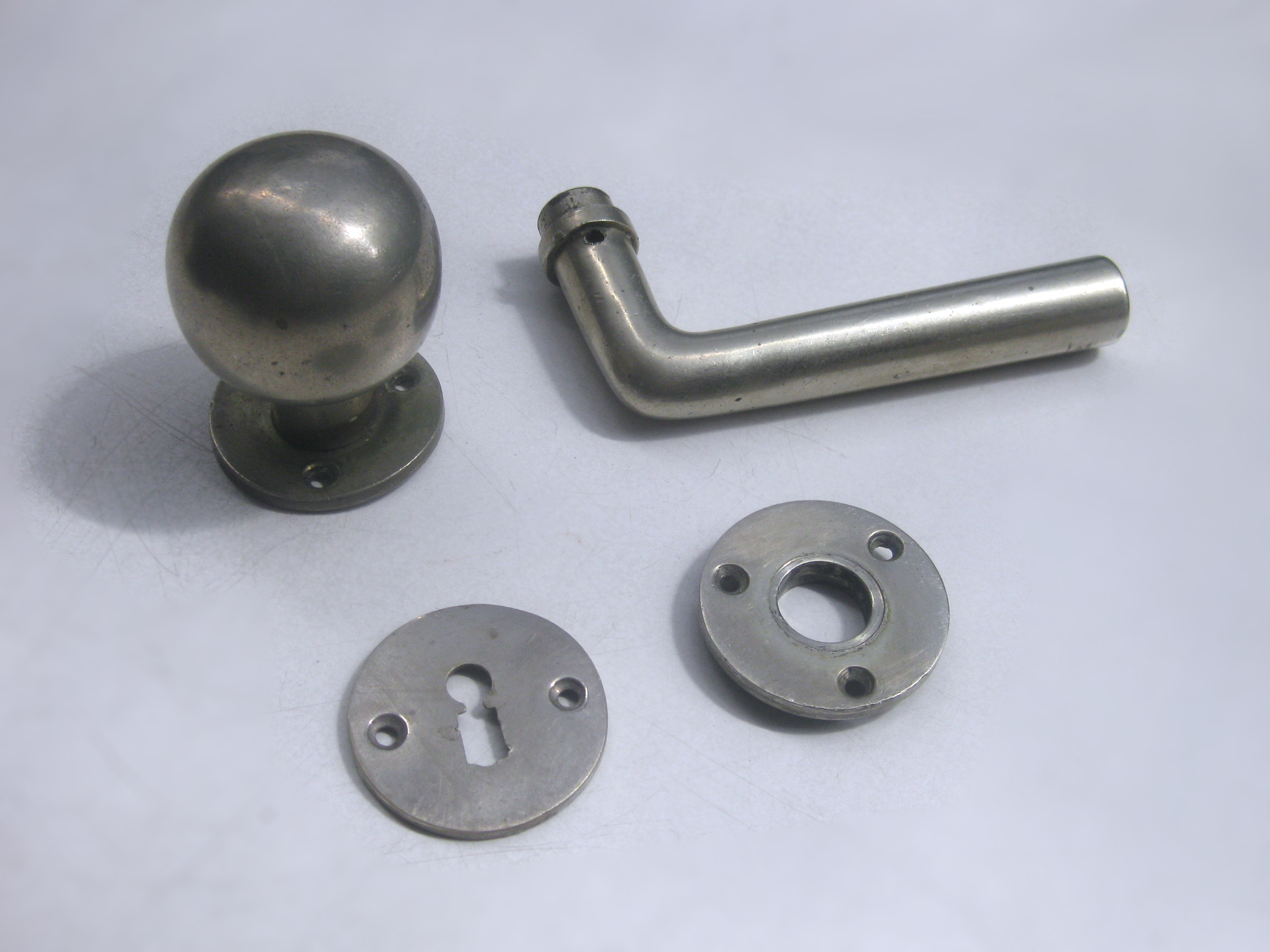
Les poignées de porte conçues par Ferdinand Kramer (en), 1925.
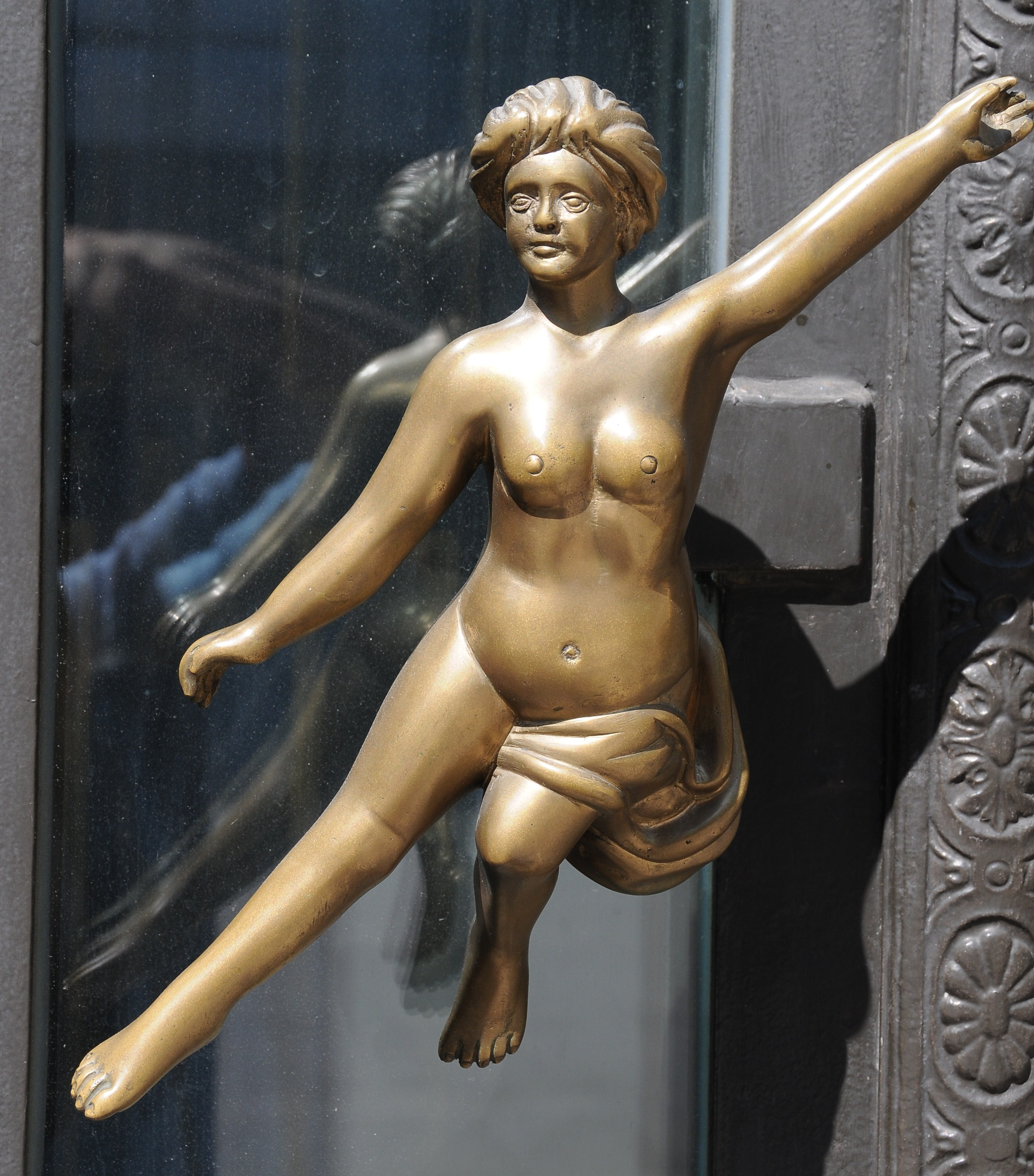
Une poignée de porte ornementale dans le Theatro Circo, Braga, Portugal.
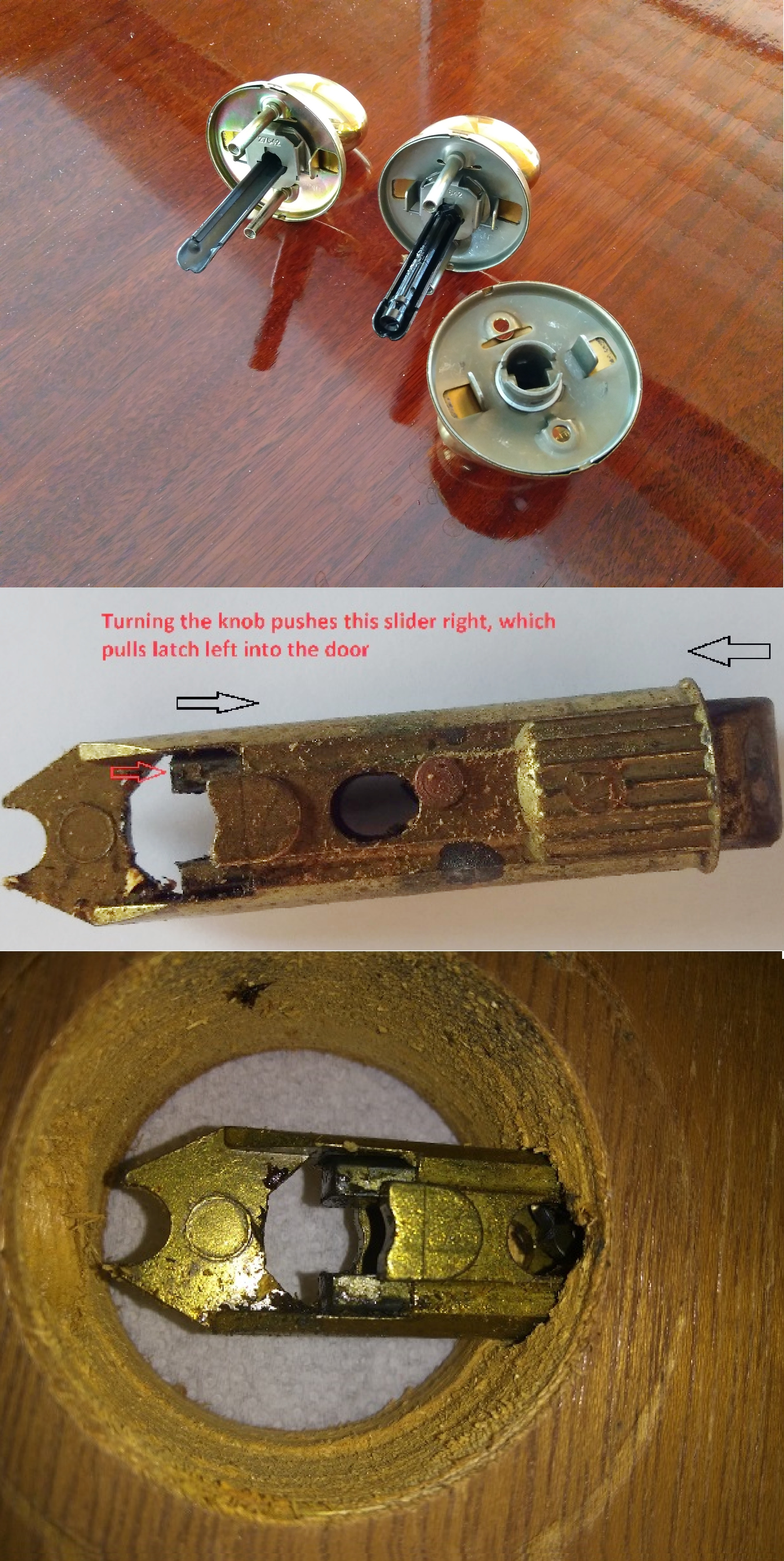
Le bouton est doté d'une barre en forme de croissant qui tire le pêne vers l'arrière lorsqu'on le tourne. La version en haut à droite est munie d'une serrure ; la version en haut à gauche n'en a pas. Kwikset utilise cette forme. D'autres entreprises utilisent des barres carrées ou en forme de D.
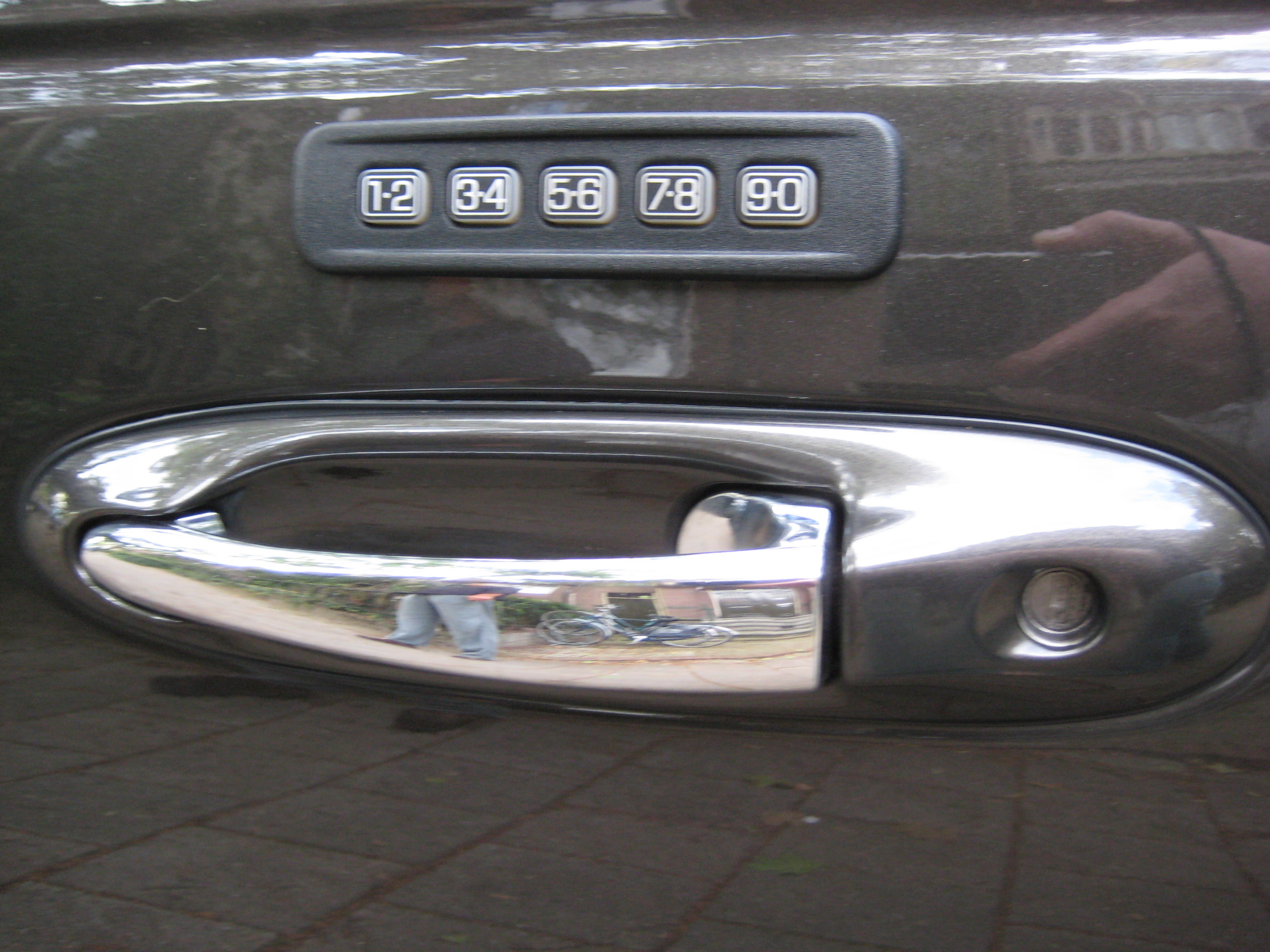
Poignée de porte extérieure d'une Lincoln Town Car de 1998, dotée d'une serrure numérique.
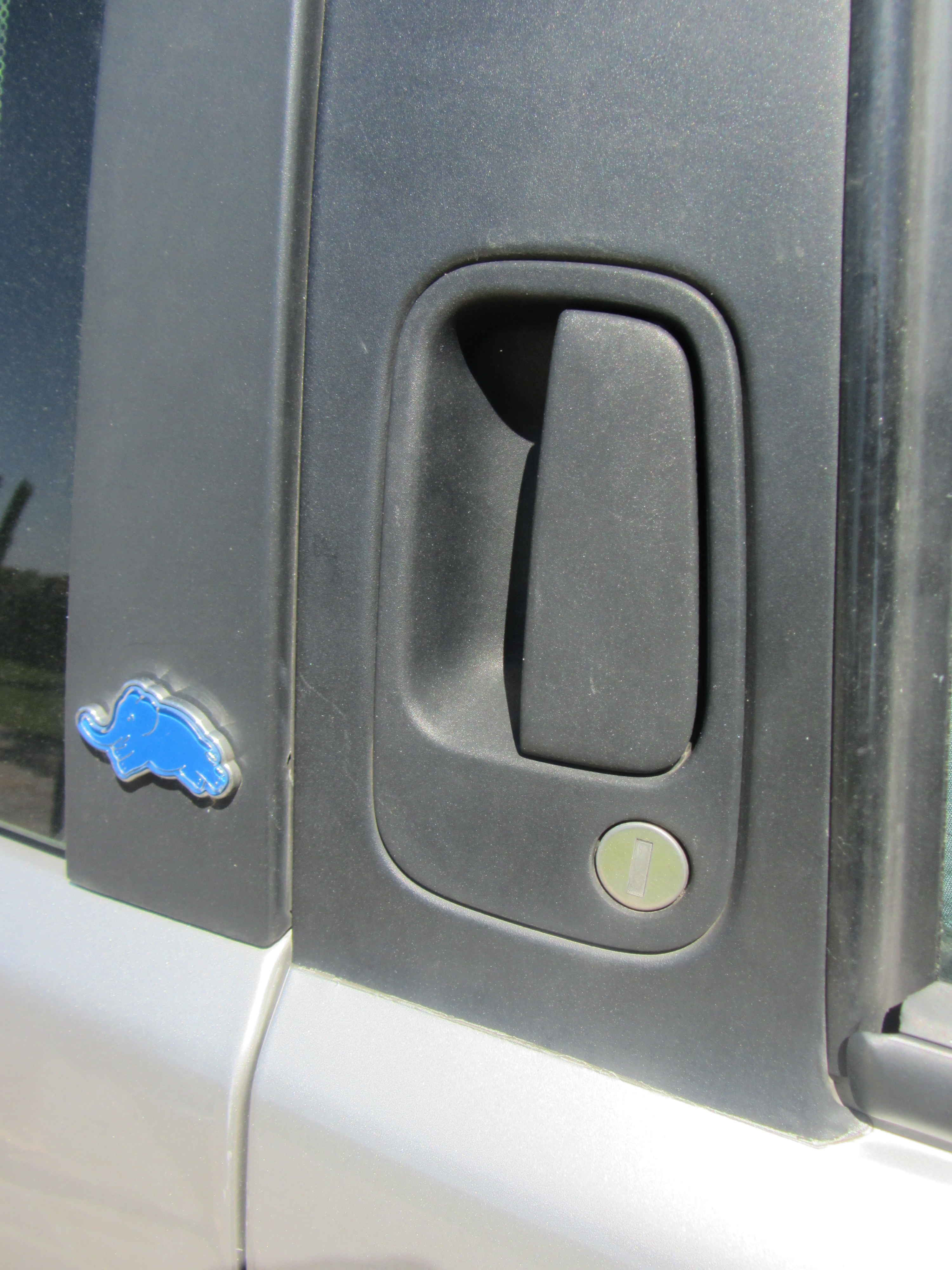
Poignée de porte extérieure d'une Lancia Y de 1996, encastrée dans le montant central (en).
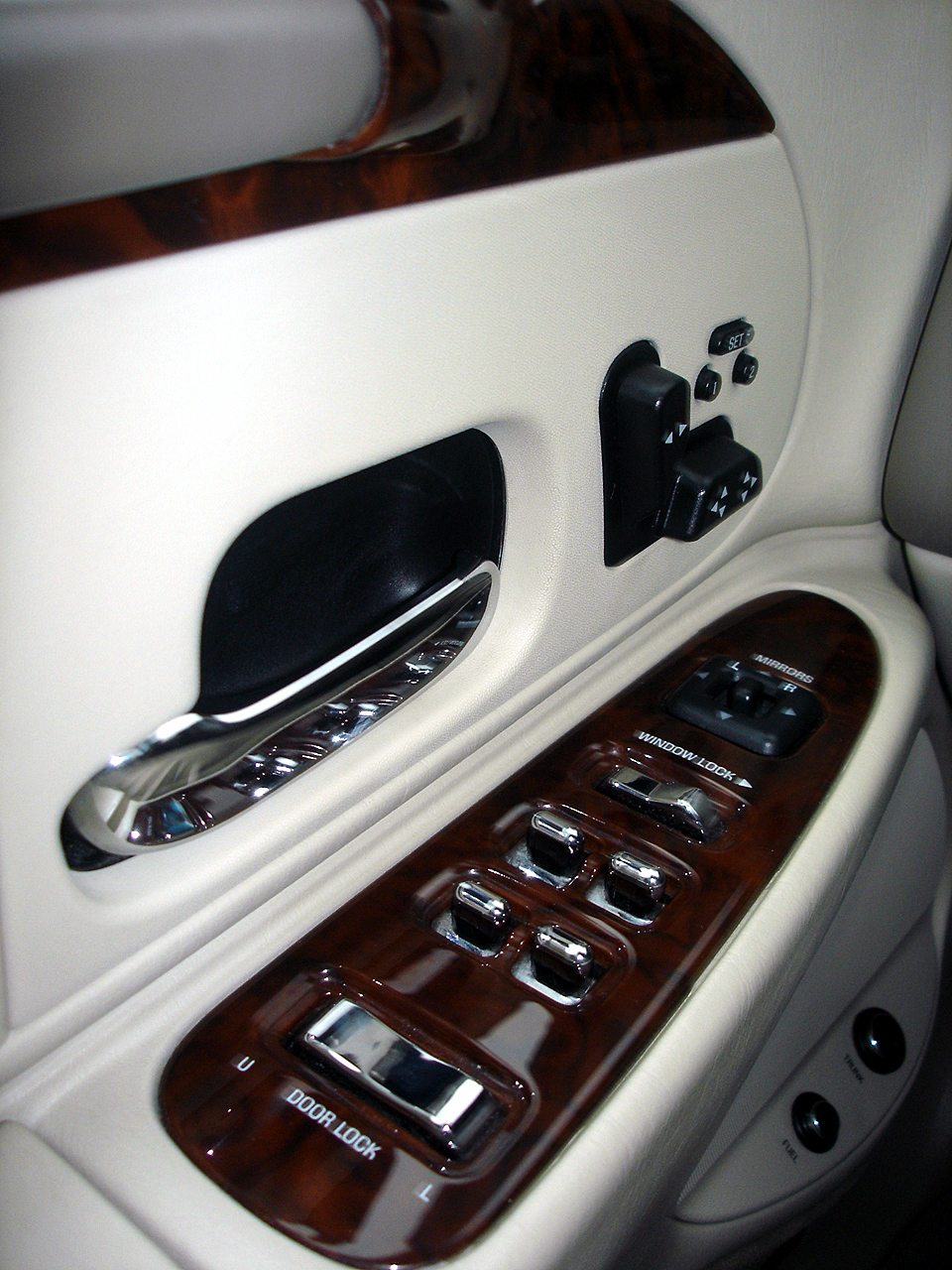
Panneau de porte intérieur chromé d'une   Lincoln Town Car de 1998.
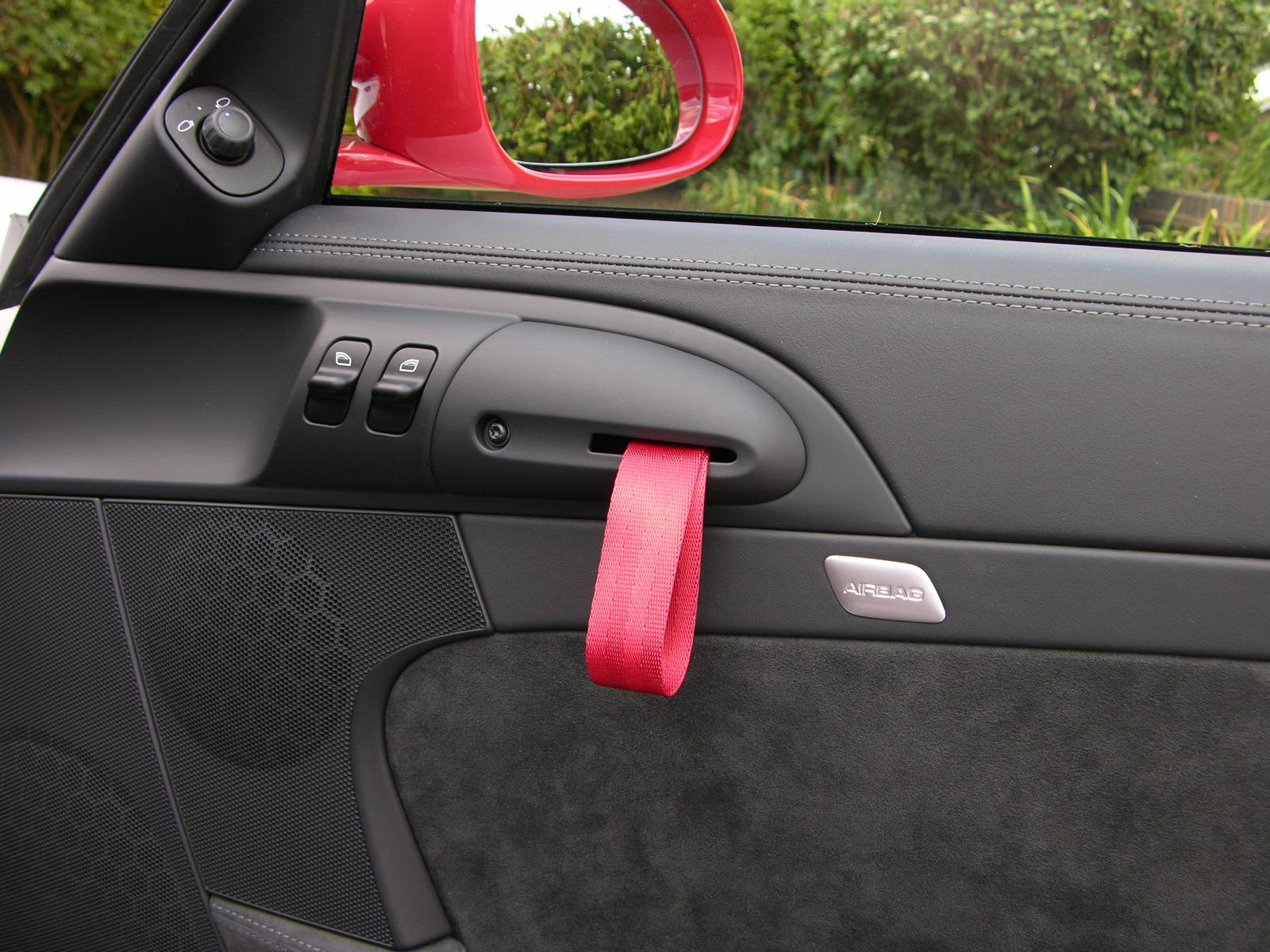
Poignée de porte intérieure en toile légère d'une Porsche 911 GT3 RS de 2010.